# ウルトラマンティガ
『ウルトラマンティガ』（ULTRAMAN TIGA）は、1996年（平成8年）9月7日から1997年（平成9年）8月30日まで、毎日放送・TBS系列で毎週土曜日18:00 - 18:30ほかにて全52話が放映された、円谷プロダクション制作の特撮テレビドラマ作品、および作中に登場する巨大変身ヒーローの名称。
1998年、第29回星雲賞映画演劇部門・メディア部門を日本の特撮テレビドラマとして初めて受賞した。
放映直前当時のキャッチコピーは「ウルトラマンはさらに進化！ 敵の特徴に合わせて3タイプに変身する超マルチ戦士!」。
劇場版、オリジナルビデオ作品（以下“OV”と表記）などの詳細は以下参照。
- 劇場版 『ウルトラマンティガ THE FINAL ODYSSEY』
- オリジナルビデオ作品 『ウルトラマンティガ外伝 古代に蘇る巨人』
- プラネタリウム版 『ウルトラマンティガ〜光の子供たちへ〜』

## 概要
ウルトラマン生誕30周年記念番組。『ウルトラマン80』以来16年ぶりとなる、『ウルトラQ』や『ウルトラマン』放映から30年となるテレビシリーズ。次作『ウルトラマンダイナ』や『ウルトラマンガイア』と合わせて「平成3部作」もしくは「平成初期3部作」と呼ばれる（通称TDG）。以降の作品も含めると「平成ウルトラシリーズ」と呼ばれる。

### 作品の特色
ウルトラマン誕生30周年にあたる1996年9月に円谷プロは新たなテレビシリーズを立ち上げ、通称「世界初ウルトラマン」の『新ウルトラマン』が放送されることが決定した。宇宙とともにビッグバンによって誕生した光の生命体が、現代の地球に時空を超えて飛来し、後にM78星雲のウルトラマンに進化するというものであったが、企画者として当時円谷プロ専務であった満田かずほが参画したことで再検討して調整され、M78星雲の宇宙人やウルトラ兄弟など、従来のウルトラシリーズでの設定を引き継がず、旧作の続編ではない物語として作られた。本作品でのウルトラマンは、滅び去った古代文明とその住人の守護者だった人類の希望である光の集合体「光の巨人」で、新たな時代を迎えようとする人類を守る存在として復活したという設定である。それに対して「光」を手にしようとする人類を妨害、あるいは誘惑する者たちも現れる。
時代設定は2007年 - 2010年、核兵器や公害などが完全に廃絶された世界が舞台となっている。東京は“メトロポリス”と呼ばれ、ハロウィンの習慣が定着している反面、風俗・文化は放送当時の現実世界とほとんど変わらずに描かれている。内容自体も整合性を重視した作風であり、重いテーマのエピソードも散見される。

### 制作
本作品の放映前はビデオソフトで子供たちにウルトラマンが浸透しており、円谷一夫がこの時期のウルトラブームに関して「ブームはビデオの普及がなければなかった現代的なもの」としている。さらに、玩具の売上も過去最高ときわめて盛り上がっている時期だった。
今までのウルトラシリーズ同様、主要スポンサーはバンダイであるが、本作品は1995年には2,182億円だったバンダイグループの売上を1999年度までに5千億円にする計画「プラン99」戦略の第1弾でもある。具体的には玩具のみならずアパレル、生活雑貨、菓子などバンダイグループ全ての流通に本作品の関連商品が展開された。このため「単独のキャラクターにバンダイグループ全社が取り組む」ことになった。これはバンダイ史上初の試みである。
女性が社会進出した世相を反映し、男性に交じって対等に職務をこなす女性を特別な存在ではなく、一般的な事例として描いた。主人公が属する対怪獣チームのうち2人は女性で、1人はウルトラシリーズでは初めてチームを統率する責任者（隊長）で、もう1人は主人公と対等あるいは上回る能力で戦闘に従事する活動的な女性隊員である。なお、後者のヤナセ・レナ役には、『ウルトラマン』の主人公・ハヤタを演じた黒部進の実娘である吉本多香美が演じることも話題を呼んだ。
主演としてV6の長野博を起用し、大人しくて爽やかな若者像を描くことに成功した。アイドルの起用はこれまでのシリーズと違う特色と視聴率に貢献できる主人公を目指したものであり、ダイゴは企画書では「ジャニーズ風の美青年」とされていたことで、毎日放送プロデューサーの丸谷嘉彦の繋がりからジャニーズ事務所との交渉が行われた。その後、満田かずほが監督した作品のファンであった藤島ジュリー景子からV6の中から誰かを、という協力を得、ダイゴ役に該当した20th centuryの3人の中から長野が選ばれたという。長野はV6としての芸能活動を並行させていたこともあり、特に前半はスケジュール調整にかなりの困難を伴っていたという。そのためかダイゴの出番は主人公としては少なく、他のレギュラーメンバーにスポットを当てた回が多い。結果的にはそのことが主人公以外の人物設定にも深みを与え、本作品を充実させる一因となっている。
本作品の特徴として、ウルトラマンに状況に応じて能力の異なる3つの形態にタイプチェンジするという新しい設定が導入された。各タイプは「同一デザインでの色違い」で表現され、ティガの体色の変化で別タイプへの変身が直観的に分かるよう配慮されている。複数タイプの登場には、玩具展開を睨んでのバンダイを始めとするスポンサー側の意向が大きかったが、物語や演出面でうまく活用した印象が強い。なお、各タイプは2人のスーツアクターで演じる体制を生かしてタイプごとの特徴に見合った体型の俳優で演じ分ける演出上のフォローもなされ、効果的だった。
『80』以来、16年間のブランクで制作環境も大きく変化した。『電光超人グリッドマン』で確立したビデオ合成技術に加えて、本作品では初めて本格的にCGを使った。CGIはジャパンヴィステックが担当。円谷プロからも数名がジャパンヴィステックに派遣され、2クール目からは円谷プロ社内での製作も行われるようになった。怪獣の爆発シーンに一旦使われてすぐ従来方式に戻るなど、初期エピソードでは試行錯誤の跡もうかがえるが、後にモデルや実景との合成も違和感が小さくなり、ガッツウイングの外観からコックピット内のパイロットに視点が一気に寄るといった印象的なカットが多数生み出されていった。ハードウェアベンダやシステムインテグレータが協賛企業として名前を連ねたり、ハードウェアベンダのウェブサイトにデザイン画が掲載されたのも、従来のウルトラシリーズでは見られない展開だった。
特撮のミニチュアセットは怪獣に対して25分の1のものが組まれており、スケール対比の似たガッツウイングが縦横に飛ばされた。
音楽は『ウルトラマンネオス（オリジナル版）』のアレンジを手掛けていた矢野立美が起用されたが、これはクランクインの時期ギリギリの段階でようやく決まったという。矢野はウルトラシリーズをあまり知らなかったが、「平成ウルトラマン」風の音楽を求められ、第1話のラッシュフィルムを観てから作曲したという。また、通常の録音とは別に、監督から各話ごとに必要な曲を要望されることもあり、予算がかかっていただろうと推測している。オリジナル曲が少なめだったことから、流用曲も少なからず使用されており、その一部は放送終了後に発売された『ウルトラマンティガ MORE MUSIC COLLECTION』（1997年、日本コロムビア）に収録された。また、実相寺昭雄監督によるエピソードでは、既存のクラシック音楽を本作品のために新たに録音している。
整音スタッフの中野陽子は、後年のインタビューで本作品は「自分たちにとって仕事上の最初のウルトラマンだから、もう、がむしゃらにやっていた」と語っていた
ウルトラシリーズは伝統的に制作費が高く、本作品の制作でもそのことが障害になったが、制作費の3分の1を円谷プロが負担することで決着した。
そして、本作品は製作スケジュールが最大の問題となった。当初は1996年がウルトラマン生誕30周年の年であることからそれを記念したテレビシリーズの制作を予定して『ウルトラマンネオス』が企画されたが、TBSでは同年4月期の放送枠の確保は難しく、後に読売広告社の提案で同局系列の在阪の準キー局である毎日放送に上述の『新ウルトラマン』の企画書が提出されたが、「1996年秋」の放送を目指していたものの、企画のゴーサインが遅れて「1996年9月第1週に放映開始」になったことから、準備が急ピッチで進められて第1話のクランクインは7月1日となった。だが、GUTS作戦司令室や極東本部基地が製作中であり、撮影の前半にロケーション関係が置かれ、特撮でもライブシーンの撮影を本編班の第1・2話の撮影中に全て済ませるということが続いたという。そして、そのスケジュールのしわ寄せが後々尾を引き、妥協を許さない製作の姿勢もあって、シリーズ初期は局に納品されている放送用テープのストックがほとんどなく、現在のテレビドラマでは常識である「2〜3話分を先行ストックして作る」ことができず、作品のストックが1、2本しかないため、完パケの納品が期限内に間に合わなかったら放送中止になるというタイトなスケジュール体制での製作となった。だが、シリーズ中期以降は、高感度の16 mm フィルムを使用していたことから照明の量が抑えられ、従来のフィルムによる光学合成時の色調の擦り合わせが比較的容易であったため、編集などの仕上げ作業も速くできていたことから、ストックが徐々に増え、わずかではあるが撮影スケジュールも好転していった。
制作現場でのティガと対戦相手の怪獣や宇宙人との殺陣は、テストで軽く動きを合わせる確認作業の後、直ぐ本番に臨む忙しさで、ティガのスーツアクターは権藤俊輔と中村浩二のWキャストだったため、スーツに入らない方が動きの見本を見せ、それを記憶して、実際の殺陣の中でトレースや修正を行ったという。
放送開始時点では、本作品は2クール制作の契約が毎日放送と円谷プロダクションの間で結ばれていたが、1996年の10月ごろにはもう2クールが追加で契約され、結果的に翌年の8月いっぱいまでの放送が確定した。
また、『ウルトラマンダイナ』第38話「怪獣戯曲」は、本作品の時の実相寺組でスケジュールが合わずにできなかった話であり、後年に秋廣泰生がスペシャルサウンドエフェクトを担当した今野康之へのインタビューを行った際に、それを語り合って、今野は「実相寺さんが独特だからやりたかった」と述べていた。
それ以外にも本作品の最終回辺りと『ウルトラマンダイナ』の序盤は製作時期が重なっていたため、後年のインタビューで制作プロディーサーの小山信行が「ちょっとでも時間が空けば、そういう感慨も湧くだろうが、終わるよりも前に次の作品が同じ時間の中で入ってきており、次が始まる時は、どういうふうにやるとか、どういうことをやるのかっていう、ある意味では立ち上げ苦労をもう1回、やらなければならないわけで、まして制作時期が重なればスタッフが1班では済まないため、いつもの倍の人数がいる」と語り、それに秋廣が「本作品が水の特撮が大変になっていたころに、『ウルトラマンダイナ』は恐ろしいまでの合成とCGの嵐になっていた」と証言していた。
脚本を担当した小中千昭によると、明確なシリーズ構成がおらず、プロデューサーの笈田雅人と丸谷嘉彦がプロットコンペを作成し、ある程度のストーリーラインが完成していたため、続きを若手の脚本家たちに任せる方針が採られていたという。小中も「面白ければ良い」と軽い気持ちで、シーリザー回（第5話）、ガゾート回（第6話）、マキーナ回（第9話）のプロットを提出し、当初はマキーナ回を第2話としていたが、打ち合わせで、内容は良いが第2話に相応しくないと指摘があり、急遽、第3話のキリエロイド回が執筆され、ティガにおける初脚本となった。小中は「（第3話は）村石宏實監督と意見がぶつかったんです。その言い合いがあったから良い信頼関係が築けたと思います」と語って、自身のティガに於ける脚本の転換回だったことを明かしている。また、制作当初は登場人物たちの顛末は一切想定されておらず、脚本家が設定を見返して肉付けする方向で執筆されており、小中はダイゴとレナが恋愛関係になる方向を目指したという。そして、クトゥルフ神話の邪神が終盤の敵勢力になる展開を発案した理由について、「敵わない敵を最期に出したくて、人工神話ですから、異種格闘技みたいなイベント性という形で出すことにしたんです」と述べている。
本作の第22話で脚本家デビューとなった長谷川圭一は、本作の脚本の特徴として、「脚本家ごとに好きなものはバラバラだけど、同じ頂上を目指していた気がする」「カラーの違いがありながら、志は高かった」と語って、初代『ウルトラマン』の牧歌的な要素、『ウルトラセブン』のSF感、『ウルトラマンタロウ』の玩具箱をひっくり返したテイストなどが、ウルトラマンティガと言う受け皿に凝縮され、1つの美味しい料理になっていると指摘している。また、初めての脚本が登場人物の1人であるホリイ・マサミに焦点を当てた話だったため、最終回前に結婚話を描く等、ホリイに対する愛情が拘りになっていたとして、「隊員それぞれが主役になるように書こうと、ダイゴとレナの話まで満遍なく書けたのは良かった」との感想を述べている。

### 影響
本作品は、ウルトラシリーズを次世代の児童層に浸透させ、かつその親を取り込む「2世代化」に成功した。以降、仮面ライダーシリーズやガンダムシリーズもこの手法を使うようになる。また、頭部に角などの装飾を増やすのではなく凹型の曲面を加えるというティガのデザイン技法はそれまでのウルトラマンでは見られなかった発想であり、以降の作品でもバリエーションが生み出されていった。
本作品の評価は高く、関連商品の売上が高い数字を残し、ウルトラシリーズの完全復活を印象付け、次作『ダイナ』が続編として制作されることに繋がった。しかし、本作品によってウルトラマン関連商品を「200億円規模」にすることを難しくないとさせるバンダイの目論見は崩れ、ウルトラマン関連商品は96年度が146億円、97年度が147億円の売上だった。
製作会社から見れば成功とはいえない状況で、平均視聴率は前番組『ママはぽよぽよザウルスがお好き』の7.8 %より低い7.3 %となった。最高視聴率は9.9 %であった。円谷一夫は「（視聴率は）本当は2桁くらい欲しかったが、正直言って今イチだった」と述べているが、一方で「マーチャンの収入はいい」「子供たちの認知度は高い」と挙げ、「きっと数字に現れない何かがあるのだろう」と視聴率以外での反響の大きさを感受していた。
プロデューサーの笈田雅人は、『ガイア』終了後のインタビューで平成3部作では予算やスケジュールの管理など商業ベースで割りきって制作する余裕はなかったと述べている。後に第6代社長を務めた円谷英明は2003年6月ごろに経理を精査してみたところ、かかった製作費を放送月まで経理として計上しないことなどの慣習が原因で作品ごとの収支計算が正しくできておらず、実際に提出された経理報告書の数値の1.5倍以上の製作費がかかっていたものもあり、実態は本作品から『ガイア』までの収支は赤字だったと語っている。
放映終了後も根強い人気を保ち、再放送や『ダイナ』と『ガイア』の劇場版への客演を経て、2000年に完結編となる劇場版『ウルトラマンティガ THE FINAL ODYSSEY』が制作された。また、2008年にはティガ＝ダイゴが主役の映画『大決戦!超ウルトラ8兄弟』が公開された。2013年に円谷プロが円谷プロ50周年企画として実施した「ウルトラヒーロー総選挙」では、ティガが1位に選ばれた。2021年には本作品のコンセプトや設定を踏襲し、『令和版ウルトラマンティガ』を志向した『ウルトラマントリガー NEW GENERATION TIGA』が製作されるに至った。
秋廣泰生も『週刊少年ジャンプ』のラストページの漫画家のコメントに「本作品がストーリー作りの参考になる」というコメントがあったことを明かしている。

## 主な登場人物

### GUTSメンバー
マドカ・ダイゴ / ウルトラマンティガ
本作品の主人公。GUTS隊員の23歳。一人称は「僕」と「俺」の両方を使っているが、『ウルトラマンティガ THE FINAL ODYSSEY』では前者で統一されている。
超古代の英雄戦士の遺伝子を強く受け継いだ「光であり、人である」青年で、ゴルザとメルバが巨人像破壊のために日本の東北地方にある「ティガの地」の光のピラミッドを襲った際、巨人の石像の最後の一体と融合してティガに変身する能力を得る。
元々はTPC輸送部に所属していたが、3年前に地球外生命体に拉致されそうになったサワイ総監を救出したことから、その人柄の良さと勇敢な行動力を買われてGUTSに抜擢された。しかし、元々はただの輸送部だったこともあり、レナたちのように養成所を出ているわけでもなく、ホリイやヤズミのような専門的知識があるわけではなかったことに対してのジレンマを抱いていたようで訓練では非常に苦労した模様。それでも約半年間の訓練で、ガッツウイングの操縦技術や装備の使用方法などを超人的な集中力で修得。生来の向上心と高い能力もあり、シンジョウやレナたちに匹敵する飛行技能を習得した。
明るくて温厚で、任務で不安を抱えていたレナにおちゃらけて不安を取り除こうとしたりする非常に優しい青年。しかし、自由を奪う者に対しては容赦なく怒りを爆発させ、自分が正しいと信じたことについては仲間と論争してでも筋を通そうとする、内に秘めた強い情熱を持つ。また、怪獣が現れてもすぐにウルトラマンには変身せず、自分も人間としてやれるだけのことをやってどうにもならない時に変身するため、怪獣が出現してすぐにウルトラマンに頼ろうとしたレナを諌める場面もあった。
最終回のガタノゾーア戦後、変身アイテムのスパークレンスは消滅した。レナによる「もうウルトラマンにはなれないね」との言葉に対し、「人間は皆自分自身の力で光になれるんだ」と返した。
本作品のレギュラー放送終了後もティガは度々ウルトラ作品（テレビ・映画）に登場しているが、いずれも父親となったダイゴが変身するティガは一切登場していない。
- 『ダイゴ』という名前は当時円谷プロ制作部に所属していた渋谷浩康の考案である。名字の『マドカ』は「円谷の子どもだから」という意味で、その一字である円から取られた。
- 第15・16話は撮影前に長野が本作品の主題歌である「TAKE ME HIGHER」の振り付けの中にあったバク転の練習中に手を骨折したため、冒頭でガッツウイングが墜落したことで、ダイゴが手をケガするという脚本に変更になったという。ティガになった後もティガのスーツアクターを務めた権藤の発案で首をかしげて手を庇いながら戦うものとなっている。

『ウルトラマンティガ THE FINAL ODYSSEY』
テレビ版の最終話で、ガタノゾーアを倒した二年後。レナとの結婚と火星移民を控えており、移住後の研究のための調査旅行をしていた。全てが終わった後、レナと共に火星移住計画チーム「NFトライアル」の一員として火星に旅立つ。その際すれ違ったアスカ・シンに先輩として心の中で「頑張れよ、後輩」とエールを送っている。
本作品で初めて名字がマドカと判明した。
『ウルトラマンダイナ』
『ダイナ』最終章に登場。結婚を機にGUTS退職後は前線を離れ、火星を地球と同様の環境にするため、「TPC・トライアルNF」を設立し、火星開拓使としてバイオパークに所属し、夫婦で植物栽培の研究に就いている。
ゼルガノイドとの戦いで負傷し、火星を彷徨っていたアスカを救出した。アスカに「戦うことの意味、人としてできることは自分自身で見つけ出すしかない」と教え諭す。会話内容から、彼がダイナであることに気づいていたことが示唆されている。そして、このダイゴの助言を受けたアスカは、最終決戦に臨みウルトラマンとして生きていくことを誓う。
なお、ダイゴがウルトラマンティガだったことは7年後のTPCでは参謀クラスの人間でも閲覧不可能な最高級機密になっており、知っているのはガタノゾーアとの戦いでアートデッセイ号に乗っていたサワイ総監たちのみ。
劇場版『ウルトラマンティガ&ウルトラマンダイナ 光の星の戦士たち』ではダイゴの登場はない。
復活したウルトラマンティガはダイゴが変身したのではなく、奇跡を信じる世界中の人々が持つ光が、少年の持っていたティガの人形に宿って誕生した「人の心の光の集合体」であるためダイゴではなく、彼も直接は登場しない。イルマの部屋に飾られている『ティガ』第52話のガタノゾーア戦後に撮られたGUTSメンバーの写真、『ティガ』からの流用シーン、終盤のイルマとレナの会話の3点に登場しているのみである。
『大決戦!超ウルトラ8兄弟』
本作品では主人公として異世界から迷い込んだミライ＝ウルトラマンメビウスと共に行動した。本作品のダイゴはパラレルワールドの存在であり、テレビシリーズの世界のダイゴと同調することにより変身能力を得た。

イルマ・メグミ
GUTS隊長。36歳。ウルトラシリーズの防衛隊では初となる女性隊長である。「イルマ」は「入麻」と書く。
責任感が強く、隊員たちを常に信頼している。優れた観察眼と洞察力を持ち、元防衛軍特殊部隊副隊長のため、軍事的な対応を嫌い、緊急時でも冷静に状況を判断して隊員たちに的確な指示を与える。主に基地からの指令にあたって前線に赴くことは少ないが、出動する際は大胆な行動を取ることが多い。最終回ではガッツウイングEX-J・α号で出動しており、ハヤテと共にゾイガーの撃退に成功。さらに後の物語である劇場版『ウルトラマンティガ&ウルトラマンダイナ 光の星の戦士たち』ではガッツウイングゼロを操り、クイーン・モネラと対峙するスーパーGUTSの隊員を援護し、現役パイロットたちに負けない優れた技量を見せている。
元科学省技官で、SET-計画に携わっていたことがある平和主義者な科学者であった。だが、研究に没頭するがゆえに家庭を顧みず、息子のトモキは夫の実家に儲けたままだった。そのためにその夫と死別した際、義母からは絶縁されてしまい、離婚したかは不明だが夫の「ミウラ」姓から旧姓の「イルマ」を名乗っている。夫の一件以来、息子とは疎遠となっていたが、キリエロイドII戦でのトモキの活躍により義母との関係も少し改善された。
地球外生命体交渉計画班の責任者で、ティガの出現した当初は人類を導く神格的な存在と捉えていたが、「光」と「人」の関係が次第に明らかになるにつれ、人として何をなすべきかを考えることに比重を移していく。
ティガの戦いを見ていくうちに正体にも途中で気付いており、最後の戦いに挑もうとするダイゴをあくまで一人の人間として扱い「力を持った者としての責任感だけで敢えて死地に赴く必要はない」と諭し引き留めようとしたものの、逆にダイゴの熱意に負け、「必ず勝って」と言って見送る。
- 当初は「ナチセ」という名称が考案されていたものの、「それでは『ナチス』を連想させる」という意見もあったため廃案となった。当初は女性博士という設定であったが、イルマ役の高樹の所属事務所の社長の提案で女性隊長に変更となった。また、初期案では男勝りな設定しかなく、初メイン回の第3話を執筆した小中千昭の提案で、シングルマザーの設定が追加された。

『ウルトラマンティガ THE FINAL ODYSSEY』
TPC内の不穏な空気を感じ、F計画を実行中のサエキと共に科学者としてルルイエ遺跡に赴く。発掘された3人の巨人の石像を運び出される前に遺跡を爆破しようとするが、復活した闇の巨人たちの襲撃に遭い、消息を絶つ。
『ウルトラマンダイナ』
ネオフロンティア時代ではTPC情報局付の参謀に就いている。
劇場版では、思い悩み、ティガに会って話をしたいと尋ねてきたアスカに対し、自らの経験からウルトラマンと光の何たるかを解き、彼に大事なことを気付かせた。また、クィーンモネラによってダイナが危機に陥った際には、自らガッツウイングゼロに搭乗してスーパーGUTSの援護をし、戦いの後、スーパーGUTSの面々と語り合い、エピローグでは尋ねてきた旧GUTSの仲間たちと旧交を温めた。そのなかで、アスカがダイナであることを見抜いたようである。
『ダイナ』第36話では、「今こそウルトラマンについてもっとよく知るべきだ。あなたはなにかご存知ではないのか」と詰め寄ってきたゴンドウに対し、2人のウルトラマンを知るものとして、「ウルトラマンは人間の手にすべき兵器ではない」と諌めた。
最終章ではF計画（人造ウルトラマン計画）を巡る不穏な動きがTPC内部にあることをヒビキに告げる。

ムナカタ・セイイチ
GUTS副隊長。防衛軍出身の33歳。沈着冷静で判断力・行動力に優れており、前線で的確な作戦指揮を執る頼れる「リーダー」（隊長のイルマも「リーダー」と呼ぶことがある）。イルマとは防衛軍時代からの部下で、ミスで命を落としかけた際に彼女の捨て身の行動で救われたことから、全幅の信頼を彼女に寄せている。防衛軍に所属していたことから、非常に作戦指揮能力が高い。
表には出さないものの、本人も部下の隊員を家族同様に見なしている。まばたきの回数が非常に少ない。堅物そうに見えるが話の分かる好漢でお茶目な一面がうかがえる回もあり、アボルバスを誘き出す作戦では酔っ払いのメイクを徹底的にやりこんだり、昔から憧れていた刑事ドラマのデカ長になり、生田克真を拘束する際にその姿を披露している。シンジョウほどではないが怪談話は昔から苦手。また、外見に見合わず酒が全く飲めず、小さなグラス一杯を飲んだだけでふらついてしまうほど弱い。そのため、行きつけのバーでもほとんどミルクしか頼まない。趣味は意外にも和歌で、TPC内では「TPC六歌仙」と呼ばれているがTPC全体で6人しか居ない弱小同好会のため、活動は芳しくない模様。
GUTS解散後は彼を隊長としたGUTSの再編成が検討されていた。
『ウルトラマンティガ THE FINAL ODYSSEY』
ルルイエに赴くイルマ隊長に、防衛軍時代から身に着けていたお守りのペンダントを渡し、これが彼女を発見する糸口となる。
『ウルトラマンダイナ』
劇場版、第34話および第36話に登場。GUTS解散後はTPC西アジア支部ZEROの教官として新人育成の任務に就いている。
劇場版ではイルマ出撃の報に触れ、思い出を語るためイルマに会いに来る。
ネオジオモスとの大阪決戦に際し、参謀本部の要請により自らガッツウイングEX-Jを操り戦闘に参加する。
GUTS入隊試験の面接官を務めた際にコウダと会い、副隊長としての心得を伝授しており、このころからコウダが自分に代わる特捜チーム副官となるべき人材であったことを見抜いていた。アスカの夢では曙丸（アートデッセイのカスタム機）を操る宇宙海賊・キャプテンムナカタとして登場する。

ヤナセ・レナ
本作品のヒロイン。隊員養成所出身であり、ライドメカの操縦技術に長けたエースパイロットとして活躍する22歳。
養成所を首席で卒業したエリート隊員であり、プライドの高い男勝りな性格でもある。
ダイゴへの恋愛感情を深めていく中で、彼がティガであることにも早い時期から勘付いていたようである。イルカの「彼氏」ミューはあくまで別格の存在である。
異生物であろうと地球で生きる全ての生物は共存共栄すべきだと考えているエコロジストで、非常時であることを理由に武装を強化し、人類の脅威となる存在を一方的になくそうとするTPCやGUTSの姿勢に疑問を持っており、特に力を持つべきだと主張したヤズミには声を荒げることもあった。
ヒロインであるがゆえにピンチに見舞われることも多く、第7話でレギュラン星人に拉致されたり、第31話ではビザーモにガッツウイング2号ごと乗っ取られたり、第35話ではグワームの頭部に捕らわれて人質同然の状態になったこともある。
両親が離婚して母の姓を名乗っているが、『ウルトラマンティガ THE FINAL ODYSSEY』の時点では父の姓に戻している。
最終章では、たった1人で誰にも秘密でウルトラマンとして戦うダイゴに苛立ちを見せ、冷たい態度を取るようになってしまう。ゾイガー追撃に出ようとするも、無理やり付いてきたダイゴについに秘めていた想いを爆発させ、「私も光になって一緒に戦いたい」という気持ちを告げた。それに答えたダイゴはウルトラマンとしてではなく、「人間としてやれることをやりたい」という彼の気持ちを知り涙する。そしてティガに変身したダイゴと共にゾイガーを撃破し、ようやく互いに気持ちを通じ会わせることが出来た。
しかし、直後にゾイガーの大群と巨大な闇ガタノゾーアが現れ、戦いに向かったダイゴは敗れて石像となってしまう。石像になったダイゴを救出するために手を尽くすもことごとく失敗。しかし、世界中のティガを信じる子どもたちの想いと共にレナ自身も光となりティガを復活させ、ダイゴや子どもたちと共にガタノゾーアを倒した。
『ウルトラマンティガ THE FINAL ODYSSEY』
一週間後にダイゴとの結婚を控えているが、カミーラの妨害で関係がギクシャクし始める。しかし、待ち受ける闇との宿命を前に、再びティガとして戦う決意を固めたダイゴに協力する。
一件落着の後、無事にダイゴと結婚。ラストは仲間たちに見送られて、ダイゴとともに火星に旅立つ。
『ウルトラマンダイナ』
劇場版、第42話および最終章に登場。ダイゴと結婚後は共に火星移住計画チーム「NFトライアル」の一員として火星に旅立ったため、火星に住んでいる。そのため、マドカ姓になっている。
劇場版では終盤に娘のヒカリを伴いイルマに会いに来る。
42話では、キティ小隊の隊長として登場し、敵の迎撃に向かった。だが、これはあくまでアスカの夢の中でのことであり、実際はダイゴとバイオパークで研究をしているため、パイロットは引退していると思われる。
最終章では、マドカ・ヒカリの母としてダイゴと火星で暮らす姿が描かれ、火星で倒れたアスカを保護し、介抱する。

シンジョウ・テツオ
隊員養成所のエースでGUTS随一といわれる射撃の名手。沖縄出身の26歳で、元アストロノーツ。両親とは死別しており、妹との2人家族。少々シスコン気味で妹には甘く、マユミの恋人タクマが挨拶に来ることになった際は昔を懐かしみ落ち込んでいた。
ダイゴとガッツウイングなどに同乗すると大抵墜落するというジンクスがあり（通称墜落コンビ）、第30話では墜落したガッツウイングを尻目に「これで何機目だ？」とダイゴと二人でぼやく場面も見られた。
情に厚い熱血漢だがデスクワークとお化けは苦手で、オビコの化けた夜泣きそばに情けない怯え方をするほどダメ。沖縄出身だが子どものころは泳げなかったが、溺れた妹のマユミを救うために勇気を振り絞って克服。この出来事をいじめられた少年に話して彼を成長させた。怪獣のことを「デカいというだけで人々を恐怖させ、経済を麻痺させる存在」としており、GUTS隊員の中でも強く敵視している。そのため、怪獣討伐ではかなり過激な発言や行動を起こして、他の隊員と衝突する場面もあったが、ゼルダガスの一件ではシーラの本当の目的を知ると、自身の過剰な攻撃を反省して涙するなど、人類に敵意の無い怪獣や異星人に対しては友好的に接する面もある。
ロムルス号のイヌイ、キノサキ両飛行士は養成所時代の同期（後述）。
ホリイとはコンビを組むことが多く、お互いを認め合っている。GUTS解散後も「今の自分があるのはシンジョウのおかげ」とホリイから言われ、シンジョウはGUTSのユニフォームをホリイに預けている。
レナと並んでピンチに見舞われることが多く、第13話ではレイビーク星人に縮小化され捕らわれたり、第19話ではゴブニュ（ヴァハ）の一体にガッツウイングを撃墜されたこともある。
敵に攻撃を仕掛ける際に「シーミシッサ（「やってやる」の意）」と発言することがある（第34話、劇場版）。
『ウルトラマンダイナ』
劇場版、第35話、第36話に登場。GUTS解散後は宇宙開発局に出向してアストロノーツに復帰し、イヌイとともにロムルス三世号に乗り、冥王星にあるミススマイルの映像を地球に送信したが、これが皮肉にも大阪決戦のきっかけとなる。
六甲山のジオモス出現に際して、ともに出撃することをリョウに打診したときには、イルドに寄生され殉職したキノサキとロムルス号の思い出をアスカとリョウに語っており、苦い記憶として残っていることを窺わせる。リョウの許可を貰ってガッツイーグルαスペリオルを借り、アスカ、リョウと共に出撃。良くも悪くも現役時代と変わらぬ腕前を見せ、ジオモスに一撃を与えたあと、一撃を貰って墜落した。偉大な先輩を前に力んでいたアスカと同様、現役の後輩を前に力んでいたようで、アスカと語り合って肩の力を抜き、改めて握手を交わす。ホリイに誘われ、預けていた思い出の隊服を纏い、ガッツウイング1号で出撃。ネオジオモスとの大阪決戦に臨んだ。
劇場版では他の隊員と同様にイルマに会いに来る。アスカの夢では曙丸の操縦士として登場。
『ウルトラマンボーイのウルころ』
ウルトラマンボーイが地球との交信した際の相手として登場。ボーイにGUTSの様々な戦力を紹介するが、アスカ所有のガッツブラスターをリョウ経由で拝借したことを口滑らせて、ボーイに異性関係を突っ込まれ狼狽えていた。

ホリイ・マサミ
（ダイゴ曰く）GUTSの頭脳と評する大阪出身の28歳の科学者。関西人の典型とも言える男で、作品全編に渡ってシンジョウと軽妙なボケと突っ込みのやり取りを繰り広げるムードメーカー。ガッツウイングの武装化や様々な携帯武器を多数開発した。
クリッターとのファースト・コンタクトを試みたミズノ博士の薫陶を受け、任務でも科学者としての立場にこだわる一面もある。しかし「科学は裏切らない」という強い信念が災いしてか、自分の理解の外の出来事はあまり信用しない面があり、そのせいで事態が悪い方向に向かってしまうこともあった。その際は自身の思い込みを反省し、問題解決に進んで取り組んでいる。クリッター問題など、諦めるときはスッパリと諦める潔さも併せ持つ。
「人間なめたらあかんで」「人の心には闇だけやのうて、光だってあるんや」など、本作品を象徴する名言を度々口にする。
大阪人らしくお好み焼きが大好物で、デートでもお好み焼き屋を利用する。そのため、毎回デートがお好み焼きのせいで「ムードがない」と恋人であるエザキ・ミチルを呆れさせている。一見すると仕事人間であるため、デートをすっぽかして仕事を優先させることも多く、ダイゴからたしなめられることもあったが、実は家族思いの典型的なマイホームパパであり、ミチルと結婚後は任務中でも結婚式当日のスナップ写真（『ウルトラマンダイナ』では家族の写真）を持ち歩いていた。
『ウルトラマンダイナ』
劇場版、第35話、第36話に登場。GUTS解散後は大阪のTWIN21に本社を置くPWIに再就職し、科学局・開発本部の顧問としてコスモネット開発を手掛ける。本作品ではミチルとの間にツグムとミライの2人の子供が生まれている。また、神戸在住の兄の存在が判明する。
六甲山でジオモスと戦うダイナを見て正体が人間であり、7年前にウルトラマンティガとして戦ったダイゴと同じように苦悩と闘い、自分の身体を傷付けながら闘っていることを理解していたため、複雑そうな表情をしていた。大阪決戦では中心的役割を果たしたほか、開発担当隊員の先輩としてナカジマに「倒せなくても何か方法はある」と心得を示した。
ツグムとミライには、第35話前半で散々に言われるなど、いい印象を抱かれていなかったようだが、それぞれの大阪決戦における活躍の後、歓声を上げて抱きあい、家族関係は落ち着いた模様。ED映像では一家で観光をしている。
劇場版では他の隊員と同様にイルマに会いに来る。アスカの夢では火星基地の開発担当として登場、マウンテンガリバー5号の設計者となっている。

ヤズミ・ジュン
18歳。エリア桜ヶ丘出身。主に指令室でのオペレーションを担当する。
コンピューター操作やプログラミングの天才であり、情報検索エンジン「アカシックレコード」の開発を手掛けている。本人は現場任務に出られないことを不服に思っていたが、第23話でウェポナイザーの透視分析に立ち会って以降、何度か前線に出撃している。普段はみんなの使い走り役に回ったりする温厚な青年で周囲に感化されやすい性格。不測の事態に直面すると混乱してしまうこともしばしばある。自身もそれを自覚していて、直そうとする努力はしている様子である。また、怪獣との向き合い方については、かなり攻撃的な考えをもっており、武装強化には肯定的で、軍備を強化すべきだと言ったりすることもあり、レナには諌められたこともあった。
ガタノゾーア戦後の記念撮影ではシンジョウに撮影役を押し付けられてしまったため、唯一集合写真に映っていない。
『ウルトラマンティガ THE FINAL ODYSSEY』
28話以降マユミと接近しているようで、『THE FINAL ODYSSEY』ではダイゴとレナのカップルとの遊園地ダブルデートを行っている。ルルイエの決戦では、アートデッセイ号内で船のコントロールや情報解析でいつもと変わらぬサポートで活躍した。
『ウルトラマンダイナ』
最終章に登場。旧GUTSのメンバーでは最後の登場。ガニメデ基地総合コンピューター技術機関のプロジェクトチーフを務め、スフィアとの最終決戦に参加。彼に会った際、マイは特に嬉しそうにしており、オペレーターの先輩として尊敬している様子が窺える。
木星の衛星ガニメデでネオマキシマ砲搭載のオペレートをした。グランスフィアの闇が迫る中でも、落ち着いて仕事をやり遂げ、部下やキサラギ博士に冷静に退避の指示を出すなど、短い登場時間ながら『ティガ』からの成長を見せ付けた。

### その他
ユザレ
3000万年前の地球星警備団団長を務めた超古代人で、イルマ隊長の遠い先祖。TPCに回収された人工知能プログラムを持つタイムカプセルから、ダイゴの遺伝子に刻まれている記憶を具現化したものがホログラム映像として姿を現し、GUTSに古代からの脅威と救世主ティガの復活を啓示し、物語の幕をあげた。
その後は、幻やダイゴの夢に現れてはダイゴに超古代の情報を伝え、終盤ではイルマそっくりの姿で霊体のように現れて、イルマに大いなる闇の襲来を予言する。
劇中で「ウルトラマンティガ」の名前を最初に発言した人物であり、霊体のように半実体化した場合は、ダイゴやイルマにしか見えない。また、ダイゴに対して「あなたは、光であり、人である」という言い回しを多用し、ウルトラマンならびに人間としての選択を促す。
『ウルトラマンティガ THE FINAL ODYSSEY』
白い髪で、白いフードを被ったイルマの姿で登場。タイムカプセルはオーパーツ保管庫で保管されていた。3000万年前、ティガを説得して光へと導き、カミーラたちをルルイエの遺跡内に間封印した。
3体の闇の巨人の復活を受け、イルマの体から分離するように出現し、ルルイエを結界に封じる。しかし、その結界は100年しかもたず、またティガダークが出現すれば消滅するのだとし、カミーラらと遭遇したダイゴの求めに応じて超古代滅亡の最後の真実を見せた後、決断を迫る。

エザキ・ミチル
リガトロンに取り込まれたジュピター3号の乗員、エザキ博士の娘。
家族と疎遠だった父に反目しながらも永遠に会えなくなったことに絶望し、父のいた研究施設で自殺を遂げようと訪れるが、そこで遭遇した危機的状況に対処するホリイの言動に生きる希望を見出し、後にホリイと結婚する。
『ウルトラマンダイナ』
結婚後のため、姓が「ホリイ」になっている。ツグムとミライという2児の母として関西に在住。関西弁はまだ覚束ないようである。結婚前は仕事人間だったホリイに不満を漏らすこともあったが、結婚後はよき理解者として夫を支え、仕事に没頭するあまり家庭を顧みないため父に理解を示そうとしない子どもたちにも「お父ちゃんは素敵な人」と説明している。本作品でホリイに教えられたGUTSの印象が強烈なのか、GUTSとスーパーGUTSを何度か間違えており、その度にツグムとミライにツッコまれている。
ミウラ・トモキ
イルマの息子。父・ミウラ・カツヒトの死後、ミウラ家に引き取られていた。小学生ながらもヤズミが驚嘆するほどのハッカーとしての腕前を持ち、キリエロイドIIと戦うティガを助けた。イルマとの間のわだかまりもこの件を契機に修復されつつある様子である。
ティガとガタノゾーアの最終決戦では、世界の子どもたちのリーダー的役割を果たし、ティガに光を与えた。
イタハシ・ミツオ
キリエルの「預言者」。昭和42年（1967年）6月23日生まれ。イタハシ･ミツオ自身は3年前に死亡しているが、キリエル人に憑依され、その傀儡にされる。イルマにティガではなくキリエル人を崇拝することを強要した他、ティガを「悪魔」と呼び、公共電波をジャックして人々を洗脳・煽動した。キリエロイドに変身してティガと対決する。キリエル人同様手から衝撃波を放つ。
オオヌマ・ケイコ
キリエルの「巫女」。イタハシ同様キリエル人に憑依されその手先となる。パトロール中のダイゴを陽動して、ティガに変身するようサディスティックに挑発した。劇中で名前は呼ばれていない。キリエルの預言者と合体変身してキリエロイドIIになりティガと対決する。本人曰く「私は一回死んでいる」らしい。手から衝撃波を放ち、格闘技も使う。
おばあさん
ビル街の中にぽつんと建った古い一軒家に一人で暮している老婆。年寄り扱いを嫌い、優しさとユーモア精神に溢れる。アボルバスと戦い負傷したレドルを匿い、世話を焼いた。レドルの宇宙人然とした風体やテレパシーにも動じることなく優しく接し続け非暴力を説き、おばあさんに暴力を奮った不良たちを追い払っただけにも関わらず乱暴を働いたレドルを叱った。これによりレドルが自身の行いを悔い改めるきっかけをつくった。
- 第17話の脚本の初稿では登場する展開は存在しなかった。

マサキ・ケイゴ
天才物理学者にして宇宙開発の主力企業サイテック・コーポレーションのCEO。第44話のTPCデータベースより、1982年7月31日生まれ、出生地は鹿児島県、身長178センチメートル、体重62キログラム、血液型B型であることが判明している。
傲慢な性格で超能力などの神秘的な力を「くだらない」と軽蔑しているが、実は努力家。その才能は同じく天才と呼ばれているヤオ博士をもってして「君のひらめきは素晴らしい」と高く評価されている。ホリイによれば、高校生のころから「天才」と呼ばれており、コンピュータソフトで頭角を現していたとのこと。頭脳明晰である上に身体能力も高いらしく、ダイゴからスパークレンスを奪う際は格闘技で圧倒している。
ダイゴと同じく超古代の遺伝子を受け継いでおり、その事実にいち早く気付いた後は独自に超古代文明と光の巨人についての研究を行っていた。巨人の存在意義について「人類の進化を強制的に導くこと」と解釈しており、やがて素質と才能がある自分こそが光の巨人となることで人類を導く指導者、ひいては神となるという野望を目論むようになる。
そして、タンゴ・ユウジ博士を口車に乗せてサイテック本社にティガの地の石像の破片を収めた「アーク」を移送させてウルトラマンのコピーを作ろうと画策した上、巨大ロボットゲオザークを使って熊本の地下神殿にある石像を発見してサイテック本社地下施設に移送。さらにダイゴのスパークレンスを奪い、自らが開発した光遺伝子コンバーターを介して石像に光となって宿ることによって、遂に自身が望んでいた光の巨人＿イーヴィルティガになるが、その歪んだ精神が巨人の力を制御しきれなかったことで暴走する。最終的にティガによってイーヴィルティガが倒された後、TPC警務局に拘束された。
最終話でティガの光の構造を解明していることから、一時的に釈放されてティガ救出作戦に協力したが、ガタノゾーアによって彼の搭乗していたマキシマ・コンバーターユニットごと海底に沈む。だが、終盤で救出されて生還した。
なお、マサキによる光の巨人の研究データとイーヴィルティガの残骸はTPCによって回収されており、後にTPCによる人造ウルトラマン計画「F計画」とそれによって建造されたテラノイドに利用された。
キリノ・マキオ
超能力者であることから、周りに疎まれ恐れられることに深く苦悩し、特殊な能力を持つティガが賞賛されていることを妬む。
ダイゴにティガに変身しないでガルラを倒すよう強要し、もしもティガに変身したらダイゴの正体がティガであることを世間に公表するつもりだった。しかしティガがガルラに立ち向かっていく姿を見て、ティガが皆に賞賛されているのは、その特殊な能力のせいではないことに気づく。そして超能力でガルラの弱点を探ってティガを援護した。その後公表するのをやめ、自分の力に頼ることも怯えることのないごく普通の人間として生きていくことを誓った。
最終決戦ではテレパシーでGUTSとハヤテに呼び掛け、闇により遮断された通信を仲立ちし、ティガ復活作戦の手助けをした。この際、「ダイゴに心の光を貰った者」を自称し、マユミに「素敵な力ですね」と言われたときには笑顔で「自分の力をそう思えるようになったのは最近のことです」と答えている。
- 第39話の脚本を担当した長谷川圭一は当初、イメージキャストとして豊川悦司を想定しており、「ドラマ『NIGHT HEAD』の主人公に兄弟がいなかったら」といったテーマをもとに展開を考えていたという。

サナダ・リョウスケ
ホリイと大学時代からの友人の宇宙開発センター職員で、アストロノーツの肉体を飛躍的に強靭化させる「ジニアス・プロジェクト」のチーフ。エリート意識から能力の向上と引き替えに自らエボリュウ細胞を取り込み、エボリュウとなる。後にサナダの残留思念がサヤカを守ることとなる。
イジュウイン・サヤカ
宇宙開発センター職員。ホリイ、サナダとは大学時代からの友人。サナダに想いを寄せていたらしく、彼の死後は自暴自棄になりかけていた。ホリイとミチルの姿に希望を見出す。メタモルガの事件の際、エボリュウ細胞の実験の致命的欠陥を証明する資料を発見しサナダを死に追いやったエボリュウ細胞を処分した。
オノダ・タケヒコ
GUTSの作戦行動を取材するうち、ムナカタの指揮ぶりに惚れ込んだジャーナリストで、その後ジャズバーで共に飲む仲に。後輩記者のハヅキ・ユキナが5年前に行方不明になったことを悔いていた。一般人だが射撃の腕が良く、キュラノスとの戦いでは自ら銃を持って駆けつけ、キュラノスを攻撃してティガを助けた。また、一人でハヅキの失踪や吸血鬼の存在について調べ上げるなど高い情報収集能力を持っている。
シンイチ
シンジョウの従兄弟。GUTSに憧れている小学3年生。レイビーク星人の出現情報をGUTS本部に通報し、単独で尾行するも逆に捕らえられてしまう。後から助けに来たシンジョウと共にレイビーク星人に捕らえられるが、GUTSとティガの活躍で他の人質と共に救出された。夜間パトロールを日課とし、事件解決後はパトロールを再開した。
アオキ・タクマ
シンジョウ・マユミの恋人のロードレーサー。日本グランプリ出場のためゴリガン航空206便で日本に向かっていたところ、ガゾートIIに襲撃され死亡する。その後、精神体となってガゾートに襲われたマユミを助けるためシンジョウたちを援護し、ガゾートが倒された後はマユミに最後の別れを告げて消えていった。続編『ウルトラマンダイナ』でも姿を現し、姑獲鳥に襲われた弟のアオキ・ハルチカを救助している。
『円谷プロ全怪獣図鑑』では、ガゾードIIのプラズマエネルギーによって彼の霊魂が実体化したものであると推測している。
錦田小十郎景竜（）
物の怪を見極める力を持ち、諸国を放浪して妖怪退治を行った剣豪。宿那鬼を山梨県宿那地方の宿那山に埋めて刀で封印した。宿那鬼の復活と同時に霊魂として再来。刀と武将像を盗んだ泥棒の一人・上村に憑依し、もう一人・関口を峰打ちで倒した。残る一人・太田を連れて宿那山へ向かい、出くわしたダイゴと共に宿那鬼の完全復活阻止を図る。宿那鬼にトドメを刺し、ティガへのメッセージを残して去った。
『ウルトラマンコスモス』
第18話『二人山伝説』において、同名の人物が戦国時代に戀鬼を封印したという伝説が存在している。

根津 正親（）
元・北海道エネルギー開発研究所所長でゼルダガスの開発者。20年前に自宅に保管していたゼルダガスの爆発事故で娘のアサミと家を失い、学会から追放された。不治の病に侵されており、残り少ない時間のうちにゼルダガスをなくす研究を続けており、シーラの正体にもいち早く気付き、ゼルダポイントからゼルダガスを運びだそうとする。最後はシーラの真意に気付き、ゼルダガスをシーラに託して感謝の言葉を告げた後、息を引き取る。後にその魂はシーラとひとつになってアサミと共に旅立って行った。
テヅカ・ユリ
ゴルドラスの時空界によって大正時代から現在に飛ばされてきてしまった女学生。大正4年（1915年）8月16日生まれ。突然知らない未来世界に飛ばされたことにショックを受けるが、ヤズミが懸命に励まし、現代の食事やゲームセンターなどを回って励まされていくうちに落ち着きを取り戻すにつれ心を許すようになる。このときに一緒に撮ったプリクラをロケットに入れて渡されている。
ホリイの仮説では時空界が消滅してしまうと時間が一気に経過してしまい、彼女の急激な老化（最悪の場合白骨化）を危惧していたが、ゴルドラス撃退と同時に無事に元の時代に人知れず帰還した。
その後は人生を全うしており、実はヤズミが幼い時に老齢になった彼女に出会っており、落ち込んでいたヤズミ少年に、タイムスリップした際に自身がヤズミに励まされた言葉をヤズミ少年にかけてはげましていたのだった。
- 脚本でのラストシーンは、ヤズミと笑顔で肩を組んでいる写真が映し出されるというものであった。

## ウルトラマンティガ
地上が闇で覆い尽くされていた超古代の地球に宇宙のどこからともなく現れ、闇の魔神を倒した光の巨人。
闇の魔神たちから人々を救った後は、魂と肉体を分離させ本来の光の姿となって星雲へと帰り、肉体を山の奥深くに隠されたピラミッドの中で石像に姿を変え、長い眠りについていた。それから3000万年の時を経て、GUTS隊員のマドカ・ダイゴと一体化して復活を遂げた。
また、ティガの存在は「人々の願いに光が応え、この地上に遺わす地球の守護神であり、全ての人の中にも宿る神聖なる魂の光。その人の光と石像の巨人が一体となり、光の巨人は誕生する」とされている。
「ティガ（TIGA）」にはマレー語、インドネシア語で聖なる数字の「3」の意味を表す。
東北地方の超古代文明の遺物であるティガの地に残されていた光の見えないピラミッドの中に3体の石像が眠っていたが、他の二体がゴルザやメルバに破壊され、残った一体がダイゴと一体化することで変身できるようになった。
- 1996年5月7日に脱稿された「ウルトラマン～大いなる序章～設定書」では「レイジ」という名称であった[1][5]。
- バンダイの村上克司がネーミングを決める時期にインドネシアにたまたま旅行に行っていたこともあり、トリプルチェンジすることから、それに引っ掛けてインドネシア語の聖なる数字の「3」を意味する「ティガ」に命名したという[1]。
- 当初は、ピラミッドの中に眠る巨人像は5体であり、壊された2体分の巨人からタイプチェンジ能力を得たという設定だった[61]。

- 出身地：不明[33][注釈 13]
- 活動時間：3分間[注釈 14][59]。
- スペック

| 名称                 | 身長                           | 体重                               | 飛行速度        | 走行速度      | 水中速度   | 潜地速度   | ジャンプ力  | 握力          |
| -------------------- | ------------------------------ | ---------------------------------- | --------------- | ------------- | ---------- | ---------- | ----------- | ------------- |
| マルチタイプ         | ミクロ - 53 m[出典 2][注釈 15] | 0 - 4万4千トン(t)[出典 3][注釈 16] | マッハ5[64][33] | マッハ1.5[33] | マッハ1.5  | マッハ1.5  | 800 m[33]   | 5万トン(t)    |
| スカイタイプ         | ミクロ - 53 m[出典 2][注釈 15] | 0 - 4万4千トン(t)[出典 3][注釈 16] | マッハ7[33]     | マッハ2[33]   | マッハ1    | マッハ1    | 1,000 m[33] | 3万トン(t)    |
| パワータイプ         | ミクロ - 53 m[出典 2][注釈 15] | 0 - 4万4千トン(t)[出典 3][注釈 16] | マッハ3[33]     | マッハ1[33]   | マッハ1    | マッハ1    | 500 m[33]   | 7万トン(t)    |
| グリッターティガ     | 120 m[出典 4]                  | 10万トン(t)[72][67]                | マッハ10        | マッハ5       | マッハ5    | マッハ5    | 1,500 m     | 10万トン(t)   |
| グリッターバージョン | 53 m[73][74]                   | 4万4千トン(t)[73][74]              | マッハ5[73]     | -             | -          | -          | -           | -             |
| ティガダーク         | 53 m[72]                       | 4万4千トン(t)[72]                  | マッハ2.5       | 時速900 km    | 時速900 km | 時速800 km | 400 m       | 3万トン(t)t   |
| ティガトルネード     | 53 m[72]                       | 4万4千トン(t)[72]                  | マッハ3         | マッハ1       | マッハ1    | 時速900 km | 450 m       | 6万トン(t)    |
| ティガブラスト       | 53 m[72]                       | 4万4千トン(t)[72]                  | マッハ7         | マッハ1.5     | マッハ1    | マッハ1    | 900 m       | 2万5千トン(t) |

### スパークレンス
ダイゴが第1話でティガの石像と一体化し、ティガの力を得た後に彼のGUTSスーツの中に入っていた変身アイテム。水晶や大理石のような意匠が見られるデザインで、普段は先端部分にあるティガの胸部プロテクターと酷似したU字型のカバーが、変身時に発光するレンズ部分を覆っている。ダイゴの体を光に変えるシステムを持ち、これがないとダイゴはティガに変身できない。マサキ・ケイゴに奪われて彼の開発した光遺伝子コンバーターに組み込まれ、マサキを強制的にイーヴィルティガの石像に一体化させたこともある。第52話のラストシーンで、ダイゴが取り出した際には石化し、レナに手渡すと消滅してしまった。
第43話では付近にあるイーヴィルティガやガーディーの石像に反応したのか青白く光り輝いたこともあった。
『大決戦!超ウルトラ8兄弟』では、別次元のダイゴが自身をティガだと自覚した際に、彼の右手に光が集中して通常のスパークレンスが実体化した。
- 設定画では、グリップの色が異なっていた[75]。また、丸山はティガの頭を基にした変身アイテムをデザインしている[76]。

ブラックスパークレンス
『THE FINAL ODYSSEY』に登場する、カミーラからダイゴへと手渡された闇のスパークレンス。形状は通常のスパークレンスと同様だが、全体的な配色が黒とグレーとなっている。
通常のスパークレンスとは反対の「闇のパワー」が詰まっているとされ、ダイゴをティガダークへと変身させる。なお、劇中でブラックスパークレンスが消滅する描写は無く、戦いを終えた後どうなったのかは不明。
青銅のスパークレンス（青銅の神器）
OV版に登場する、青銅で創られたスパークレンス。通常のスパークレンスと形状が異なり、配色は青銅色となっている。
詳細はウルトラマンティガ外伝 古代に蘇る巨人#用語を参照。

### 変身ポーズ/プロセス
変身の際は、第4話以降は前に突き出して時計回りに両腕を回しスパークレンスを手に空に翳す。すると、スパークレンスの先端部分にあるティガの胸部プロテクターと酷似したU字型のカバーが左右に展開し、レンズ部分から解放・放射した光と同質のエネルギーがダイゴを包み込んで変身が完了する。
緊急時など場合によってはそのポーズを省略するかスパークレンスを真横にした状態で行うこともある。また、ガッツウイング1号に搭乗している際は脱出レバーを引いて脱出した後、その反動で空中で前方宙返りを行いながら変身する場合もある（第11・31・43話）。さらに、スパークレンスを天に掲げずに胸元にかざして起動することで、人間大サイズのティガに変身することも可能（第5・13・35話）。
第33話ではキュラノスが潜む棺桶の中で変身を試みたが、失敗したこともあった。
通常は無言で変身するが、第28話や『大決戦!超ウルトラ8兄弟』では例外的に「ティガー！」と叫んで変身した。劇場版『ウルトラマンティガ THE FINAL ODYSSEY』では、ブラックスパークレンスで過去の姿、ティガダークに変身した。また、OV版に登場するツバサやアムイが変身するティガの方は両者とも『青銅のスパークレンス（青銅の神器）』を手に掲げて変身した。
- 変身ポーズはダイゴ役の長野が考えたもので、子どもがまねしやすい簡単なものとなった[42]。

### デザイン・制作関連
ウルトラマンティガのデザインは、オリジナルのデザインに装飾するという従来の発想を脱し、頭部を削るという発想となった。またボディのデザインも過去のウルトラマンの多くがそうだった赤・銀主体のカラーリングではなく、赤・青紫・銀の3色が主体のデザインとなる。これらの要素は以後の平成ウルトラシリーズにも踏襲される。
当初は体色が1クールごとに変わったり、鎧を着た状態から本来の姿に変わる案も検討されていた。
戦闘時の構えは、テレビシリーズではカラータイマーを見せるため左腕を下げていたが、『THE FINAL ODYSSEY』などでは左腕を上げたポーズとなっている。

### 造形
最初の粘土原型はマーブリング・ファインアーツで作られ、仕上げは開米プロで行われた。その際、マーブリング・ファインアーツが他に2つティガ候補として粘土原型を提出し、3体の光の巨人像の元となった。
石像化したティガは金属フレームが中に入った塩ビの人形の手足をバラバラにしてポーズを変えたものを石像色に塗装し、背中を開けて鉛のウエイトを詰め込んで水に沈むようにしている。
本作品以前のウルトラシリーズでは飛行シーンには人形を用いていたが、本作品からはスーツアクターを吊ってグリーンバックで合成するという手法も用いられるようになった。
マスク
頭部のえぐりは、照明が当たるとマスクの一部が飛んでしまい、写真でも間違えて切り抜きされてしまうため、陰影をつけてシルエットをはっきりさせるためにつけたもの。
初号スーツではアップで撮られることを考慮して覗き穴が開けられていない。
ティガのトサカ後部にある丸い凹みは太陽エネルギーをそこから集め、トンネルのようにつながったクリスタルから最強の光線を放つという設定の名残。
目
目は光源を隠すための乳白色のパーツがダイヤカットの透明パーツの下に入れた多重構造になっており、初号スーツではオープンセットでの撮影時に目の電飾が太陽光線に負けて白く見えるのを防ぐために、透明パーツの裏側を薄い飴色のカラーインクで着色していたが、多少の違和感を感じたことから、初号のみの仕様となった。
大きく目が出っ張っているのは、表情をアングルによって大きく変化させるためであり、上を向くと出っ張った丸みによって優しい表情、下を向くと目の上縁が直線的で吊り目の厳しい表情になっている。
スーツアクターを務めた権藤俊輔や中村浩二は、面合わせで最初にマスクを被った時に思ったよりも覗き穴の視界が良かったためそのままOKを出したが、実際には内部に電飾が加わるため目隠しされたような状態となってしまい、平成3部作では最も視界が悪かったと述べている。また、目やカラータイマーの電飾は後年のようなLEDではなく通常の電球であったため、権藤は電飾部分と接触していた眉間が低温火傷になったこともあったという。また、目の位置を調整したものの、出来上がったスーツは面が小さく、ウエットスーツと後頭部が繋がった状態で固定されているため、面が下がり足元しか見えなかったため、正面を見るためには首を完全に上げなければならないが、それではサマにならないことから、現場でよく怒られたという。そのため、序盤はセットの上に吊るされた照明や飾りにぶつからないように、スタッフに手を引いてもらわなければセットの中央まで行けなかったという。顔は能面と同様に表情が角度によって変わることから、顔を上下することで喜怒哀楽を表現できるため、首を上下して顔を動かすことで視聴者に対しての「気付き」になったという。
スーツ
デザイン画で想定されていた青紫がなく、好みの色を特注するには大量に作らなければいけないため、在庫があった生地の中にあった3種類の青系の色の中からカメラテストをして、現在の色となった。赤色もカメラテストによって、昭和のウルトラマンとは異なる赤い色が選ばれた。
パワータイプとスカイタイプも造形上のアクセントとして、マルチタイプの胸部のように同色を二枚重ねにしている。
フィルム撮影のため、強い照明の光量でかつ煙幕が流れないように空調が使えず、発熱と発汗がウエットスーツによって抑え込まれたため、汗を吸わないため尋常ではないほどの汗をかいたといい、立っているだけで汗が袖口から垂れるほどで、光線のポーズを構えると勢いで汗が飛んだという。
最初に作られたパワータイプのスーツは権藤の体型、スカイタイプのスーツは中村の体型に合わせて作られたため、制作発表会や撮入前のライブラリーカット、児童誌や絵本のグラビア、玩具のパッケージはそのスーツで撮影している。また、吊りシーンではスーツに縛帯と呼ばれる吊り糸用の固定具を着けて入るため、身体にフィットしたスーツではなく、中村よりもさらに一回り大きな吊り用のスーツが製作されている。
手袋
手袋は薄い医療用のものを使用していたが、素手で戦うのとほぼ同じ感覚で殴るため、硬い怪獣の角や牙を殴るとすごく痛かったといい、後半からはアクションシーン用に厚い素材の手袋も作られたが、指先の微妙な芝居が表現できないのと見た目が違うことからほとんど使用しなかったという。また、初代マンとは逆にスーツの中に入れる方式となっている。
ブーツ
ブーツは『ウルトラセブン 地球星人の大地』で使用されたもので、ウェットスーツの生地を貼ってスーツとの統一感を出している。
プロテクター
胸部のプロテクターは村上の提案によるもの。スーツの胸プロテクターは初号スーツではスキンフレックス製であったが、彩色の乗りや生産性が悪いため、ウェット生地に変更となった。だが、体の部分は何重にもウエットスーツを重ねているため、とても動きづらく、首の部分は面と繋がっていたため動かすのが大変で、横を向く際にも首に力を使うため首の筋肉がどんどん太くなったという。また、背中の広がりに合うように体幹部のシェイプを裁断したり、無駄な首のアウトラインの弛みを修正している。これらの改良を重ねた集大成が『THE FINAL ODYSSEY』のスーツであるという。ウェットスーツは筋肉が際立つ3 mmのもので作る予定だったが、3 mmの紫のウェット生地が調達できず、耐久性が弱かったことから現場に向かなかったため叶わなかったという。
カラータイマー
目と同様に電飾発光部分にはダイヤカットを施しており、光源を散らすために内部にアクリル製のクラッシュアイスを入れている。
バッテリー
電飾のバッテリーは、本作品で初めて充電式のバッテリーが導入された。攻撃されて倒れた際にカラータイマーや目のライトが消えた時があったというが、カメラを止めてライトをつけ直すと時間のロスになるため、スイッチを気づかれないように入れ直して撮影を続けたという。

### 身体特徴（ボディデータ）
以下に示すのはウルトラマンティガの体中の各部位の名称とその特徴である。
ティガクリスタル
ティガの額にある結晶。この部位にタイプチェンジに必要な光エネルギーが詰まっている。スカイタイプへのチェンジでは青、パワータイプへのチェンジでは赤、マルチタイプへのチェンジでは白色に輝く。
ティガアイ
乳白色に輝くティガの目。暗黒空間でも物陰に隠れている敵の存在を瞬時に把握することが出来る。カラータイマーの点滅が止まるとこの部位の輝きも消えてしまう。エノメナの怪電磁波を受けた際はこの部位が紫色になってしまったことがある。
カラータイマー
胸の中央にあり、従来のウルトラシリーズと同様の機能を持つ。活動エネルギーが減るとランプが青から赤に変わり、点滅する。この部位の点滅が止まると力尽きてしまう。
プロテクター
上記のカラータイマーの両脇にあるプロテクター。敵の攻撃を受けてもびくともしない頑丈な鎧。大概の攻撃はこれで跳ね返す。黄色いラインが左右両脇に二つずつあるのが特徴。ティガスライサーを使う際はこの部位に両手を添え、プロテクターから発生したエネルギーを放つ。
ティガスキン
高熱に耐えられ、極低温でも活動できる体。怪獣の火炎やビーム攻撃を受けても直接傷付きはしない。
腕
接近戦で百万馬力のパワーを発揮し、全ての光線技の類などはここから繰り出される。第21話、第50話ではエノメナやゾイガーの破壊光弾を受け止めてそのまま投げ返したり、第37話での等身大戦ではマノン星人が放った赤色破壊光弾を素手で防ぐなど防御の面においても使用される。第5話ではここからエネルギーを放射して敵を吹き飛ばしたり、第29話ではウルトラクロスバリヤーを使用する際に腕を交差させている。
ティガフット
反重力エネルギーを発生させて空を飛ぶことが出来る。

### タイプチェンジ能力
ウルトラマンティガは、戦闘の場面に応じて、マルチ・スカイ・パワーの3つの形態をとることができる。このタイプチェンジ能力は、基本形態であるマルチタイプの能力をある方向に特化させるものであり、これに伴って正反対の能力が低下するため、いわゆる「パワーアップ変身」とは異なる。タイプチェンジの所要時間は僅か0.5秒。
タイプチェンジを行う際は、額の「ティガクリスタル」の前で両腕を交差させて組んだ後、両腕を左右に振り下ろす。場合によっては片手を額の前に当てるかティガクリスタル自体を発光させてポーズなしで行うこともある。
また、ティガのタイプチェンジ能力は、ティガの地で復活せず石像のまま破壊された二人の巨人から受け継いだものとされる。
第20話「GUTSよ宙へ・後編」の冒頭、パワータイプのティガが海底でゴブニュに羽交い締めにされて抜け出せず、再度タイプチェンジのポーズを取り（1度めは第19話「GUTSよ宙へ・前編」）、体の色は赤と銀のままであったが、ティガクリスタルが光り、ゴブニュの体をはね飛ばした。
マルチタイプ
ティガの基本形態。体色は赤・紫・銀。
スピードとパワーのバランスが良く、多彩な光線技と格闘術を駆使した戦いを得意とする。
『THE FINAL ODYSSEY』では、カミーラの歪んだ愛を自らとレナとの純粋な愛で光に変えて身に着け、ティガブラストから完全な「光の巨人」へと進化した姿として登場する。
- ファイティングポーズはスカイとパワーの中間のため、グーとパーとなっている。

スカイタイプ
ティガの俊敏形態。体色は青紫・銀。実写作品で初めて登場した青いウルトラマンである。テレビシリーズでの登場回数は11回。
スピードやテクニックに優れ、飛行する相手や身軽な相手に対して、俊敏さを活かしたスピーディーな格闘戦や空中戦では真価を発揮する。その反面、持久力やパワーがやや欠けてしまうことや水中戦・接近戦が苦手なのが欠点なため、高い防御力で力押ししてくる相手を苦手とする。
- ファイティングポーズは両手でパーとなっている。

パワータイプ
ティガの剛力形態。体色は赤・銀。テレビシリーズでの登場回数は22回。
打撃力や防御力を兼ね備え、凄まじい怪力を活かしたパワフルな肉弾戦や水中戦を得意とする。その反面、スピードや命中率を犠牲にしてしまうのが欠点で、素早い相手を苦手とする。
- アクションは打撃を中心にした動きを意識しており、振りをつけて手を合わせる通常のアクションではなく、怪獣に対して本気で殴ったり蹴り込んだりしていたという。また、太い下半身の怪獣には普通に蹴っても跳ね返されてしまうため、怪我をさせないように急所を避けて当ててはいるが、相手をへし折るくらいの勢いで蹴る必要があったという。ファイティングポーズは両手でグーとなっている。拳を握る際には空手の中高一本拳のように少し中指を突き出している。

グリッターティガ
最終決戦でガタノゾーアの“闇の力”に敗れ、石像に戻ってしまったティガが、世界中の子供たちとレナの「光」と一体化して蘇った最終形態。外観は、登場直後の一瞬だけ全身が金色に輝くのみで、マルチタイプと同一の体色である。ガタノゾーアと闇の眷属を打ち破り、闇に支配された地球を救った。
『THE FINAL ODYSSEY』では、デモンゾーアに倒されたティガがルルイエの遺跡で超古代の光の巨人の石像やレナからの光と一体化し、全身黄金色のグリッターティガになった。こちらは超古代のウルトラ戦士それぞれの優れた超能力が結集していることから、あらゆるシチュエーションでパワフル、かつスピーディな戦いをすることが出来る。体を覆う光グリタリングシールドは敵のあらゆる攻撃を跳ね返す。

### 能力・技

#### マルチタイプ
ゼペリオン光線
マルチタイプの必殺技。シリーズ中、最も多く使った。両腕を腰の位置まで引き前方で交差させた後、左右に大きく広げて光を変換した破壊エネルギーを集約し、L字型に腕を組んで右腕全体から放つ白色の超高熱光線。3タイプ主要必殺光線の中では最強の技であり、デラシウム光流の通じないリガトロンやゴルザ（強化）を倒している。この技を使うためだけにマルチタイプに戻ることも何度かあり、GUTSメカの光線（第34・48話）や初代ウルトラマンのスペシウム光線（第49話）と同時発射で敵を倒したこともあった。
第44話の対イーヴィルティガ戦では、両手を胸のプロテクターに一旦添えてから放つことで敵の巨人像の体のみを消滅させて元のマサキ・ケイゴの姿に戻している。この時の光線は前述のような白色光線ではなく、白色粒子状だった。
第5話の一回目は諸事情で不発（2回目で成功）、第11話ではエネルギー不足で発射できず、第30話では諸事情により未使用に終わり、第38話では敵に妨害された。
『大決戦！超ウルトラ8兄弟』ではスーパーヒッポリト星人を倒した。ギガキマイラにも撃とうとするが不発に終わる。『ウルトラマンギンガ 劇場スペシャル』ではタイラント（SDU）に対し使用したが、吸収されてしまった。『劇場版 ウルトラマンギンガS 決戦!ウルトラ10勇士!!』では謎の時空城を破壊した。『劇場版 ウルトラマンX きたぞ！われらのウルトラマン』ではゴーグアントラーを倒した。
ハンドスラッシュ
3タイプ共通の手裏剣状の速射ビーム光線を放つ光線技。威力は低いが左右どちらの手でも連射が可能。第27話ではオビコがわざと当たって絶命し、第37話では敵の宇宙船内の等身大戦でマノン星人（侍女）を倒している。
また、第23話では右拳をかざしてエネルギーを螺旋状に集約し、拳を突き出して放つタイプも使用しており、ティガフリーザーで2体のウェポナイザーを凍らせた後、これで敵の足元の地面を崩して2体を埋めた。『ウルトラマンギンガ 劇場スペシャル』ではタイラント（SDU）のバラバ鞭を切断し、勝利に貢献した。
ウルトラシールド
敵の攻撃を防ぐために両腕を体の前面に広げてその間に作る円形の光の膜。マルチタイプのものは、エボリュウの電撃やエノメナの光弾を防ぎ、マノン星人（令嬢）の光弾を反射したが、レイロンスが吐いた水流は防げなかった。
ウルトラフィックス
左手から放つ敵に命中すると爆発する黄色の光のナイフ。逃げようとする敵を金縛り状態にして完全に動きを封じる麻痺光線。ギランボ、キュラノスを空中に静止させ、キングモーラットを宥めた。
ティガスライサー
胸のプロテクター部分から発するエネルギーを大型のカッター光線に変え、両腕を伸ばして発射する切断技。宿那鬼の首と刀を纏めて切断した他、ガルラにも使ったが、効かなかった。
- 発想はティガのプロテクターを外してアイスラッガーのようにブーメランにする案からきている。

タイマーフラッシュ
胸のカラータイマーから光エネルギーを放射する技。ギランボの分身体を消滅させた。
タイマーフラッシュスペシャル
カラータイマーを中心にして全身から光エネルギーを放射するタイマーフラッシュの発展技。光に弱いアボルバスと、夢が実体化した怪獣バクゴンを倒した。第33話でも使用しようとしたが、敵の攻撃で妨害された。
ウルトラヒートハッグ
相手に両手で組み付いた状態で力を込めて全身を赤熱化させ、その放射する体内の超高熱エネルギーで相手を大爆発させる捨て身の超必殺技。ジョバリエに組み付かれた状態で使用・粉砕し、ギジェラの根を焼き尽くした。
セルチェンジビーム
ティガクリスタルに手を添えて発する金色の還元光線で、怪獣を細胞単位で縮小させて狂暴性を失わせる反面、エネルギーを極限まで消費するため多用は不可。ホリイ曰く、神のなせる業。キングモーラットを元のモーラットに戻したが、メタモルガには吸収されてしまった。
スラップショット
敵の方向にジャンプして、すれ違いざまに放つ光の刃。グワームの頭に捕らえられているレナを小型デシモニアごと切り離して救出した。
ウルトラブレーンチョップ
敵に向かって走りこみ全力で決める手刀攻撃。第28話ではジャンプしながら繰り出すことでジョバリエの角を片方叩き折り、第44話ではイーヴィルティガに致命傷を与えた。
ティガ・テレポーテーション
精神を統一し、一瞬で空間を移動する瞬間移動能力。GUTS本部内の生態検査室内からグワームが現れた崑崙山脈へ移動した。エネルギー消費が激しく、変身直後に使った結果、崑崙山脈への到着後すぐにカラータイマーが点滅していた。第37話ではマノン星人に捕らえられたイルマを地上へテレポートさせている。
ウルトラヘッドバット
マルチタイプの使う頭突き攻撃。
ティガ・マルチパンチ
接近戦で繰り出すパンチ技。敵の弱点を見定めて打ち込む。ストレート、フック、アッパーなど。
ティガ・マルチキック
ストレートキック、回し蹴り、ハイキック、ダブルキックなど。登場早々に跳び蹴りを繰り出すこともある。
ティガ・マルチチョップ
接近戦で繰り出すチョップ技。敵の皮膚を切り裂く威力を持っているとされる。第14話ではムザン星人が足で蹴り付けてきた岩石を砕いた。
ティガトルネード
高速でスピンして、一瞬で敵の集団を蹴散らす。数人のレイビーク星人を跳ね飛ばした。
ウルトラジャンピングニードロップ
軽快に繰り出すジャンプしての膝蹴り。ジャンプをせずに繰り出すウルトラニードロップという技もある。
ウルトラクロスバリヤー
両腕を交差させて、光のバリヤーで敵の攻撃を弾き飛ばす。ナターン星人の光線を防いだ。
ウルトラ白刃取り
敵の刀の刃を受け止める技。宿那鬼の刀を受け止めた。
ウルトラ・ホイッパー
敵を肩で担ぎ上げて投げて地面に叩きつける技。ガゾートや、キリエロイドIIなどにダメージを与えた。また、足を使って投げ飛ばすウルトラレッグホイップをマノン星人に繰り出した。
ウルトラパワー
上記のウルトラ・ホイッパーと同じ要領で敵を両腕で持ち上げてそのまま飛行して空高く遠くへ投げ飛ばす。第25話で使い、キリエロイドIIを地獄の門の扉に叩き付けて気絶させ、止めに繋げた。
ウルトラ・ライトパワー
第5話で使った技。シーリザーに頭から取り込まれそうになった際、両手を敵に触れた状態で両手からエネルギーを放射し、敵を撥ね飛ばした。
ウルトラ・ライトナックル
第6話で使った技。手刀のように伸ばした右手に光のエネルギーを溜めてからそれを握り拳に変えて繰り出すパンチ。ガゾートに使って気絶させたが、実は死んだふりをしていたため、この後で不意を付かれて左腕を噛まれてしまった。
フラッシングアタック
全身から光のエネルギーを放出して、敵に体当たりする技。宇宙に浮く機械島に放ち、動きを停止させた。第20話でのみ使用。
ブライトショット
第22話で両腕を交差させてから前方に広げて照射した光を光弾に変えた光線。飛行しながら2度使い、1発目でピーパーを攻撃するマグニアが吐く、電撃を含んだ霧を相殺し、2発目でマグニアを跳ね飛ばした。
マルチ・スペシウム光線
初代ウルトラマンおよびウルトラマンジャックのスペシウム光線と同じポーズで放つ青い光弾状の光線。イルドにダメージを与えたが、星人の塔（イルドの塔）の中に人質として捕らえられている人々にまでダメージが同調してしまった。初代ウルトラマンのスペシウム光線と同等の威力を持つ。
『新世紀ウルトラマン伝説』でも同じポーズで光線を放っているが、この時はゼペリオン光線と同じエフェクトであった。
ウルトラ念力
第46話で使った緑色の光線。江ノ電の汽笛を鳴らしたまま持ち上げ、タラバンを誘導した。
ウルトラカウンターブロー（本編未使用）
詳細不明。
他作品への出演時に見せる能力

クリスタルパワー（ヒーリング・レイ）
『ウルトラマンティガ&ウルトラマンダイナ 光の星の戦士たち』で、希望を捨てない人々の光が集まって誕生したティガが使った技。クィーンモネラによって活動を停止されたダイナに、額のティガクリスタルから光のエネルギーを与えて蘇らせた。
他のキャラクターとの合同技
ウルトラダブルスライサー（光線連続攻撃）
劇場作品『光の星の戦士たち』で使ったダイナとの合体技。ティガのハンドスラッシュとダイナのビームスライサーを同時に撃つ。
青い光線（正式名称不明）
劇場作品『光の星の戦士たち』でダイナのフラッシュバスターと共に放った光線。ポーズはハンドスラッシュとは逆で、クィーンモネラの触手を焼き切った。
フライング・ダブルパンチ（メテオツイン）
劇場作品『光の星の戦士たち』で使ったダイナとの合体攻撃。二人で敵目掛けて飛行しながら同時にパンチを浴びせる。クィーンモネラを怯ませた。
TDスペシャル
劇場作品『光の星の戦士たち』で使ったダイナとの合体技。ティガのゼペリオン光線とダイナのソルジェント光線を同時に撃ってクイーンモネラを倒した。

#### スカイタイプ
ランバルト光弾
スカイタイプの必殺技。両腕を胸の前で交差させたあと瞬時に水平に伸ばしてから上にあげて超エネルギー・ランバルトを集約し、両手を左腰に置いてから、爆発力の高いエネルギー光弾（光の矢）を右腕で投げ付けるように素早く撃つ。
第7話では光線タイプを使用し、ぶつかり合ったレギュラン星人の光線を押し戻して倒した。
ゲーム作品『ウルトラマン Fighting Evolution Rebirth』では、一度に5発連続で放っている。
映画『劇場版 ウルトラマンX きたぞ！われらのウルトラマン』では、ゴーグアントラーに牽制として放っている。
ハンドスラッシュ
3タイプ共通の手裏剣状の光弾を放つ光線技。威力は低いが、マルチタイプ以上に高速で放ち、左右どちらの手でも連射が可能。第7話でレギュラン星人の光弾を相殺する際に使い、第13話でレイビーク星人の宇宙船の破壊光弾発射部分を破壊して使用不能にした。
ティガ・フリーザー
右手から相手の頭上に冷凍光線を放って爆発させ、落ちてくる超低温の冷気で凍らせてしまう技。この技を使うためだけにスカイタイプになることもあり、キリエロイドやウェポナイザー、メタモルガに使った。
ティガ・マシンガンパンチ
素早いパンチを1秒に10発撃ち込む。
ティガ・スカイキック
飛んでいる敵などに対して、高く飛び上がり重力を利用して放つ空中キック。第1話でメルバを蹴り落とした。
ティガ・スカイチョップ
鋭いスピードとタイミングで繰り出す手刀。連続で放つことで、敵を追い詰める。
ティガ・電撃チョップ
エネルギーを手刀に集めて繰り出すスピードチョップ。
ウルトラかかと落とし
空中回転を加えることで威力を増す蹴り技。キリエロイド戦で頭頂部へ繰り出し、ダメージを与えた。
ウルトラ・ボディーアタック
高速飛行したり、急降下したりしながら空中突進する。ダイナマイト1万発分の破壊力。第6話でガゾートを撃墜させた。
ウルトラ・レッグホイップ
敵の腕を掴んで後ろに倒れ込んだ状態から、足のバネを利用して敵の腹部を蹴り飛ばす技。第7話でレギュラン星人に使用した。
ウルトラ・ホイッパー
相手の両腕をつかみ、受け身を封じたうえで、背負い投げの要領で地面に叩きつける投げ技。キリエロイドにダメージを与えた。
ティガ・スカイダッシュ
第7話で使用した技。左腕を突き出した状態で敵に空中飛行体当たりを敢行する。レギュラン星人との空中戦で初使用し、敵をこれで撃墜した。
フラッシュ・ボマー
両手を合わせてティガクリスタルから放つ黄色い光弾。第6話で飛行しながら使い、ガゾートの光弾を相殺した。
ティガ・サンダーダッシュ（スカイ・サンダーダッシュ）
複数の敵に向かって高速で体当たり、キック、チョップなどを繰り出しながら連続突進する。第38話でファルドンの複数の分身体に向かって連続突進したが、本体には当たらなかった。
治癒能力
傷ついた部分に手を添えることにより、およそ30秒で治すことができる。ガゾートに噛み付かれた傷を治した。

#### パワータイプ
デラシウム光流
パワータイプの必殺技。両腕を左右から上にあげ、胸の前に高密度に集めた超高熱の光エネルギー粒子を光球にして相手に放ち、変化させた破壊光線によって敵の生体組織を破壊し、爆発させる。第12話ではミラクルバルーン光線で捕えたレイロンスを縮小させて海に戻すために使い第15話ではガゾートIIの光弾を受け止めてデラシウム光流に変えて投げ返すという変則技を見せている。しかし、通用せずに跳ね返されたり（第4・51話）、吸収されて無効化されたり（第18話）、諸事情により使用をためらったり（第9・12・43話）、2発目でようやく決めたこともある（第12・36・43話）。『決戦!ウルトラ10勇士!!』ではダイナ（ミラクルタイプ）のレボリウムウェーブ・ガイア（スプリーム・ヴァージョン）のフォトンストリームとの同時攻撃でファイブキング（エタルダミー）を倒した。
- 前述のように当初のパワータイプのスーツは権藤の体型に合わせて作られたため、ライブラリーカットは権藤が撮影したことからポーズは権藤が考えている。

ゼペリオン光線
マルチタイプの必殺技をパワータイプで使ったもの。デラシウム光流のエネルギー集約ポーズを取った後、L字型に手を組んで発射する。光線の色はオレンジ色。第51話の対ガタノゾーア戦で使用するも、効果が無かった。マルチタイプのものとの効力や破壊力の差は不明。
ハンドスラッシュ
3タイプ共通の手裏剣状の光弾を放つ光線技。威力は低いが左右どちらの手でも連射が可能。目から光線を連発するレイビーク星人（ボス）に一発喰らわせて宇宙船へ追い込ませ、ガタノゾーアの鋏状の手からの攻撃を食い止めた。
ウルトラシールド
マルチタイプのものと同じ、円形の光の壁。マグニアの電撃を含んだ霧やキングモーラットの電撃を防いだ。第36話では、ゴルドラスのバリアに反射されたデラシウム光流を防ぐために使ったが、ゴルドラスがそれに角からの光線を重ねたために防ぎきれなくなり、横に逸らしてかわしている。
ウルトラバリヤー（ウルトラバリア）
ゴルザとメルバの光線を防いだバリア。ウルトラシールドとは違い、体の周囲に発生させ、半球状の形をしている。
ミラクルバルーン光線
両手から多量の光の泡を放射し、シャボン玉のような膜の中に相手を閉じ込めて投げ飛ばし、元の姿に戻す。レイロンスに使った。エネルギー集約ポーズはデラシウム光流と同じ。
ティガ・ホールド光波
両手の間にネット状の光エネルギーを発生させ、そこから敵のエネルギーを無力化する特殊な光球を放つ。エノメナの瞬間移動能力を封じた。対ビザーモ戦では敵の放った電撃を受け止めて撃ち返し、ダメージを与えている。
ウルトラ・ダイナムパット
パワータイプの使う頭突き攻撃。
ウルトラかかと落とし
ジャンプ500メートル後のかかと落とし。高く足を振り上げて敵の頭頂部にかかとを蹴り落とす技。ゴルザ（強化）、ビザーモ、ゾイガーなどに使用。レイビーク星人（ボス）にも使ったが回避された。
ウルトラ・レッグホイップ
腕で捕らえた相手を足の力で蹴り飛ばす技。
ウルトラヘッドクラッシャー
敵を逆さまにして持ち上げ、頭から垂直降下させて地面に叩きつける。シルバゴンの動きを封じた他、外伝ではドグーフにも使っている。
ティガバーニングダッシュ
一度飛行してから、全身からエネルギーを放出しながら地上の敵目掛けて突進する。ゼペリオン光線の通じないシルバゴンの動きをウルトラヘッドクラッシャーで封じた後、この技で止めを刺した。
ティガ・パワーパンチ
全身のパワーを両腕に集中させて繰り出す強力パンチ。レイロンスやシルバゴンなどにダメージを与えた。
ティガ・電撃パンチ
光のパワーを右腕に溜めてから放つストレートパンチ。命中するとエネルギーがスパークして爆発が起こる。エネルギーを溜めた効果はしばらく続き、この間、パンチだけでなくキックも命中すると爆発が起こる。ゴルザ（強化）、ビザーモ、ガタノゾーアに使った。
ティガ・電撃キック
右足に光のエネルギーを集めて蹴り込むキック。
ウルトラ・パワーチョップ
手の先に光のエネルギーを集めて打ち込む手刀。エノメナの両肩の角を叩き折った。
ウルトラスピンアタック
一度敵の方向目掛けて走り、ジャンプすると同時に前方宙返りをし、その状態で敵の頭部に自分の両足を挟み込むようにして相手を地面に押し倒す技。第22話でのみ使った。
ウルトラバックブリーカー
相手を掴んだ状態で力を込め、敵の背骨を砕く力技。ゴルザに使用。
ウルトラ・リフター
相手を怪力で持ち上げ投げ飛ばす投げ技。ガクマ（β）とゴルドラスに対して使用。
ウルトラバックドロップ
相手の背後に回り、肩に抱え上げて後ろに倒れ込む技。ゴルドラスに対して使用。
ウルトラ・ホイッパー
突進してくる相手を担ぎ上げ、そのまま投げ落とす技。
ウルトラ・スウィング
優れた筋力を生かした豪快な投げ技で、相手の足や尻尾を掴み、振り回して投げ飛ばす技。
巨大化変身
等身大時スパークレンスで変身するのと同じ要領で両腕を時計回りに回転させた後で右拳を高く揚げることで自由自在に体の大きさを変えられる。レイビーク星人（ボス）の縮小光線銃の内部に閉じ込められた際にこの方法で脱出した。

#### グリッターティガ
グリッターゼペリオン光線
グリッターティガが使うゼペリオン光線の強化版で、通常のゼペリオン光線の何倍の破壊力を持つ。最終話にてガタノゾーアに大ダメージを与えた。
タイマーフラッシュスペシャル
グリッターゼペリオン光線に続いて発射し、ガタノゾーアに止めを刺したタイマーフラッシュの強化版。
グリッターボンバー
敵を一撃で吹き飛ばす威力の衝撃波を伴う技。両腕を外回りに回転させながらカラータイマーに光のエネルギーを集めてパンチを繰り出すことで金色の螺旋状の衝撃波を生み出し、ハンドスラッシュの数倍の破闘力を持つ、ガタノゾーアを吹き飛ばした。
グリッターバニッシュ
グリッターボンバー同様、上記と同様のポーズを取ってカラータイマーに光のエネルギーを集め、同様の金色の螺旋状の衝撃波をキックと共に放つ技。劇中ではガタノゾーアへ繰り出した。
ゼラデスビーム（グリッターサプラル）
『THE FINAL ODYSSEY』で使った必殺光線。両腕を胸の前で交差させた後、グリタリングシールドを超破壊光線に変えて発射する。デモンゾーアの体内で発射し、体内から爆破（撃破）した。
グリタリングシールド
全身を守る黄金色に輝く光。劇中ではデモンゾーアのデモンジャバーを無効化するほどの防御力を見せた。

### 本作品以降に登場する形態
- ティガダーク
- ティガトルネード
- ティガブラスト
- グリッターバージョン
- クロスオーバーフォーメーション

### 関連する力を持つ戦士
ウルトラマンギンガビクトリー
ティガの能力を使用可能。
ウルトラマンエクシードX
ウルトラマンとティガの力を宿したベータスパークアーマーを装着する。
ウルトラマンオーブ スペシウムゼペリオン
ウルトラマンオーブ ゼペリオンソルジェント
ウルトラマンオーブ パワーストロング
ウルトラマンオーブ スカイダッシュマックス
ウルトラマンジード ムゲンクロッサー
ウルトラマンロッソ ウインド
ウルトラマンブル ウインド
ウルトラマンゼット ガンマフューチャー
ウルトラマンゼット シグマブレスター

## GUTS
Global Unlimited Task Squad（世界規模で無制限に仕事をするチーム）の略称でガッツと読む。地球平和連合TPC（Terrestrial Peaceable Consortium）の極東本部に編成された特別捜査チーム。
GUTSは元来地球を覆う超常現象や怪事件、難事件を対応・捜査することを目的とした、解体した地球防衛軍の理念から離れた非武装集団であり、当初は限定的な武装のみで航空機などに有効な攻撃手段が得られる武器は搭載されていなかったが、怪獣出現を受けて、怪獣や宇宙からの侵略者から人類を守るためにライドメカなどに大幅な改修が加えられるなど再武装され、高度な防衛力を有するため武装が強化され、軍事力を次第に強めていった。ただしその装備は、TPCの理念から、災害要因としての怪獣や地球外からの侵略者に対してのみ使用が認められており、人間同士の争いには絶対に使ってはいけないとされている。そのため、隊員内でも戸惑いや疑問を感じる者がおり、隊員同士の間でも議論がしばしば巻き起こっていた。

### 極東本部基地
詳細は地球平和連合TPC#極東本部基地（通称ダイブハンガー）を参照。

### 装備

#### 銃器類・特殊装備
GUTSスーツ
耐熱、耐寒、耐衝撃性に秀でた白をベースに赤・灰色の配色が施された特殊繊維製の制服。第3話からガンベルトが追加された。パイロットスーツと通常行動用の2種類の機能を兼ねる。宇宙活動での使用時は耐ショックベストを使用する。背中には白色のローマ字表記で名前が書かれている。軍服の下にはTシャツを着ている。
- デザインはプレックスが担当。生地には合成皮革が採用されている。
- 『THE FINAL ODYSSEY』では、新たに採寸され、新調されている。

PDI（GUTS COM）
GUTS隊員が標準装備する高性能の超小型情報端末。折り畳み式で、操作パネルとモニターに分かれている。普段はGUTSスーツの両腰に1台ずつ装着されており、調査やデータ分析に活用され、通信衛星を通じて通信する通信機器の機能を始め、生物反応や放射能感知、身分証明書の機能を持つ。第3話ではメトロポリス警察を介して、イタハシミツオの個人データの照会に使用している。
GUTSメット
カメラアイと通信機が付いた特殊合金製軽量ヘルメット。改造が施され第3話から特殊バイザーが付加された。宇宙活動での使用時は呼吸装置とゴーグルを付ける。第5話ではエアカーテンがあることが語られるが、シーリザーの放つ悪臭が強烈過ぎるため役に立たなかった。ガロワ隊員が使用するものはカラーリングが異なる。
GUTSハット
主にムナカタが着用する小型集音マイクが付属した帽子。現場指示の際に使用される。
GUTSハイパー
GUTS隊員が通常携行する高性能レーザー銃。第3話より装備された。遠方への命中精度が高い。上部中央に斜めに設けられた挿入口にエネルギーカートリッジを換装してエネルギーをチャージすることで機能変換が可能で、ガス弾やバリアーなどのほかに第3話ではパラライザー、第28話では信号弾を使った。イルマ隊長専用の護身用の短銃身で小型軽量に設計された銃（レディスミス）や、ハヤテ隊長の専用型、TPC極東本部の一般隊員の持つガンブラックを基調とした一部の性能がオミットされているものの強力なレーザーを発射する普及版などのバリエーションがある。ホリイ隊員が発明した怪獣追尾用のビーコンを発するモンスターキャッチャーや、同じく彼が発明して対レイビーク星人戦で使ったバリアカートリッジも交換用カートリッジの一種である。
GUTSライフル
GUTSハイパーにスコープ付きストックと拡張グリップ（バレット）を現場で装着して組み立てた長距離狙撃銃。長射程・高出力であり、白兵戦で特化する威力である。ホリイが開発した紫外線を発射するタイプもある。初使用は第27話でのオビコの古井戸への集中砲火の場面から。後者は第33話で使用。一度だけ雑誌記者の小野田が使ったこともあり、キュラノスに苦戦するティガを助けた。
DUNKショット / DUNKショットII
組み立て式の大型の銃身が長い長射程・大口径の高出力レーザーガン。主にシンジョウが使用する。地上からの怪獣攻撃用兵器として機能する。ポンプアクションを搭載している。後に改良型のタイプIIが登場。銃身が短く、尾部に銃床が追加され、命中精度やレーザー出力も大幅に向上された。こちらにはポンプアクションは搭載されていない。劇場版『ウルトラマンティガ THE FINAL ODYSSEY』では破壊力の強化および小型軽量化されたIIIも登場。
サウンドトランスレーター
ホリイが開発した音声分析装置。地球上のあらゆる生物の言語を人間の言葉に翻訳できる。ユザレやガゾートの言語はすぐに翻訳したが、ルシアの言語は翻訳するまで時間を要した。
通信機
第3話で避難誘導中にダイゴが使っていた手持ちタイプの高性能小型通信機。ガッツウイング2号にいるレナと交信した。
音波探査機
音波で物体の内部を検知する時に使う高出力の探査システム。サキのタイムカプセルを調査する際に使用された。
デオ209
人間を光に変換する際に使用されるが、劇中では未使用に終わった。
GUTSアタッシュ
GUTSの持つ、ライフル用の追加装備が収納された携行用収納ケース。赤いタイプはコンピューターを入れる際に使用される。
- 設定画では、GUTSハイパーやモニター端末、スパークレンスなどを収める設定も考案されていた。

GUTSアタッシュII
GUTSのライフルケース。GUTSハイパーにパーツを付け足すとGUTSライフル（上記）になる。

#### ライドメカ
ガッツウイング1号
黄色い機体で、ホバリングや垂直離着陸、宇宙空間での運用も可能なGUTSの主力ライドメカである。本来戦闘機として開発された航空機ではなく、第1話ではまだ信号弾しか装備していなかったが、カシムラ博士の指揮のもと、可変翼の対怪獣用高性能小型高速戦闘機に改造された。
ビーム砲（ニードルレーザー）、ナパーム弾、ミサイル（ヒート）、ブラスター、アルミジャマー、高周波ジェネレーター、消火弾、狭角ミサイル（未使用）、水中機雷、三連装空対地機関砲ポッド、レーザー、液体窒素ビーム、液体窒素弾、スーパーウェーブ透視装置、探照灯、牽引ワイヤー、中和弾、徹甲弾など武器を豊富に装備しており、第3話や第28話で使ったマイクロウェーブ砲などのオプション装備を換装することも可能。また、モンスターキャッチャーを放つことも可能で、コクピット部分は緊急時には非常用の脱出ポッドにもなる。操縦は前後どちらでも可能。スタンバイモード・フライトモード・ハイパーモード（劇中未登場）の3タイプに変形可能。
ネオフロンティア時代以降は各種性能がバージョンアップされ、ZERO訓練機やZERO教官機、イルマ専用機など、スーパーGUTS以外の組織の戦闘機として使われ、ガッツシャドーのデザインベースとなるなど汎用性の高さは群を抜いている。ホリイは後にTPCを辞すのと前後して、オリジナルの1号の払い下げを受け、再就職先の大阪で動態保存しており、『ウルトラマンダイナ』でネオジオモス殲滅作戦に参加した。コンピューターを搭載しない手動式のタイプもあり、第32話ではヒビキ隊長とナカジマが乗り込んでサタンラブモスと戦い、第36話では反マキシマエネルギーを装備している（色は緑と黄の2種類）。
- GUTSのライドメカのデザインは海洋生物をモチーフにしており、1号のモチーフはイカ。後にデザインは改修されたが、翼を畳んだ形態にその名残りがある。GUTSやTPCのマークが三角形をベースにしたデザインだが、ガッツウイング1号とでイメージが合致したのは偶然だという。
- 改造作業のシーンでは、小型レンズを撮影に使用し、周囲が囲まれた狭い空間を表現するミニチュアセットで、ビデオ機材を効果によって使用することもある。

ガッツウイング2号
1号と同様に対怪獣用超高性能中型戦闘機に改造された。機動性では1号に劣るが火力は勝っている。デ・ラ・ムやオートスタッガーなどの小型車両を搭載する格納庫も備えるほか、災害現場での移動指揮室としての機能も有する。1号同様スタンバイモード・フライトモードに変形可能であり、さらに戦闘時には機首を左右に展開したハイパーモードになる。
VTOL機能を有していることから作戦地域での垂直離着陸が可能で、超光子レーザービームを発射するスパル砲や、カノン、ニードル、液体窒素ビーム、徹甲弾、火炎放射器を装備している。最大の武器はハイパーモードの中央部のハイパーレールガンから放つデキサスビームで、ガクマαやグワームを一発で粉砕した。また、重機運搬用のアルチハンドや牽引ワイヤーなどのオプション装備を搭載することも可能（しかしその際武装解除しなければならない）。第36話では遠隔発射モードに切り替えた状態でゴルドラスの角を破壊するのに2回目で成功している。第45話ではギジェラの触手を撃破しティガを援護した。第48話では月面基地ガロワ隊長ハヤテ・シンが乗り込み、メンジュラ分断作戦に参加した。しかし、第31話ではビザーモに乗っ取られた。設定では車両搭載スペースが存在。
ネオフロンティア時代ではガッツイーグルなどの新型機の登場によりほとんど活躍せず、『ウルトラマンダイナ』本編ではアスカの夢の中に2機が出てきたほか、第32話でラブモスが取り込んだメカの中に本機が確認できるのみである。
- デザインモチーフはザリガニのはさみ。

ガッツウイングEX-J（エクストラジェット）
イルド戦で初出撃したガッツウイング2号の機体をベースに分離合体可能な戦闘機の試作機としてカスタマイズした汎用中型攻撃機で、本体の胴体部α号と機首部β号に分離し、2機でのフォーメーション攻撃を得意としている。GUTSでの就役期間は短かったが、イルドの集合脳を破壊したり分離してガロワ飛行艇との連携でゾイガーを倒すなどの成果を挙げる。メンジュラに乗っ取られた際にティガの攻撃を受けて一旦大破するも、最終回で再登場した。機体の側面に車両搭載スペースがあり、劇中ではデ・ラ・ムが発進。
ネオフロンティア時代には量産され、TPC西アジア支部でも配備されている。『ウルトラマンダイナ』でも旧GUTSのムナカタが乗り込み、ネオジオモス殲滅作戦に参加した。
武装は合体時は1号や2号同様ニードルだが、新たにハイパーブラスターとウイングオーバーアタックという武装が搭載されており、モンスターキャッチャーを放つことも出来る。α号がハイパーコールドビームと火炎放射器、β号がハイパーメルトガンをそれぞれ装備しており、分離時に使う。β号では、2号にあったハイパーレールガンが廃されている。
初登場は第41話。『ウルトラマンダイナ』第36話では1号同様反マキシマエネルギーを装備している（色は緑と黄色の2種類）。
- 分離シーンの演出は一発撮りで行われている。

スノーホワイト
ガッツウイング1号をデザインベースに改造したマキシマ・オーバードライブユニットを搭載したテスト機。推進システムが機体の多くを占めているため、武装は無かったがゾイガー追撃のため5発だけハイパワー・ニードル弾が搭載された。専用装備を換装して宇宙航行を可能とし、ダイゴが操縦した。正式に名付けられるのは第50話で、名付けられる前は「ガッツウイング試験機」と呼ばれていた。初登場は第19話。『ウルトラマンダイナ』でも、アスカの恩師であるミシナ・マサミが回想シーンで搭乗している。

ガッツウイングブルートルネード
TPC極東本部からの技術供与を受けたTPCアメリカ支部が開発した1号の青色のカスタム機で、高速飛行での機体の安定性が良く、火力では1号に劣るがスピードは勝っている。
武装は1号同様ニードルで、スタンバイモード・フライトモード・ハイパーモードの3タイプに変形可能だが、劇中ではフライトモードだけ登場した。
初登場はホログラムでの会議の中の映像。アメリカのロサンゼルス上空に現れたゾイガーとの戦闘に登場したが、1小隊が全滅した。第35・51話に登場。
『ウルトラマンダイナ』では劇場版の対デスフェイサー戦に登場。対ゾイガー戦同様戦果はあげられず、全機撃墜された。

ガッツウイングクリムゾンドラゴン
TPC極東本部からの技術供与を受けたTPCヨーロッパ支部が開発した1号の赤色のバリエーション機で、武装は1号同様ニードルだが、新たに機首に荷電粒子ビームガンが増設されている。ホバー性能と戦闘能力が高く、さらに旋回性能にも優れているため、ネオフロンティア時代以降も使われている。
1号同様スタンバイモード・フライトモード・ハイパーモードの3タイプに変形可能だが、劇中ではハイパーモードだけ登場した。本作品ではホログラムでの会議の中の映像のみの登場で、ブルートルネードのように実戦使用される場面もないなど特に目立った活躍は見られなかった。第35話に登場。
『ウルトラマンダイナ』では第41話に登場。建設途中の冥王星宇宙ステーションがダイオリウスに襲撃された事件を受け、クリムゾンドラゴン小隊が各宇宙ステーションに配備された。卵を産み付けたガゼル号から離れるダイオリウスを追尾した。42話では複数機が地球圏防衛に配備されるが、本話はアスカが見た夢に過ぎなかった。

ガッツウイングゼロ
1号の一部の機能が簡略化・コストダウンされ、TPCの隊員養成機関ZEROで採用された訓練機。実戦では実弾を搭載しない演習モードから実戦モードに切り替え、劇場版『ウルトラマンティガ THE FINAL ODYSSEY』でシビトゾイガーの大群と戦った。
カラーリングはガッツウイング1号と同様の黄色のカラーリングの訓練生用と銀色の教官用が存在する。
武装は1号同様ニードルで、スタンバイモード・フライトモード・ハイパーモードの3タイプに変形可能だが、劇中ではフライトモードだけ登場した。
『ウルトラマンダイナ』第1・2話にも登場し、スーパーGUTS隊員のコウダとリョウや、ZERO訓練生のフドウ・タケルたち、教官のミシナも搭乗し実戦参加した。エンジンから白色の煙を噴き出して煙幕を張ることが出来る。

アートデッセイ号
ヤオ・ナバン博士が極秘で設計したマキシマ・オーバードライブユニットを搭載した大気圏離脱および宇宙空間の航行も可能な大型新造戦艦。水中でも運用可能。スタンバイモード・オープンモード・フライトモードの3タイプに変形可能。初登場は第19話。
ガッツウイング1号を3機とピーパー、ドルファー202を機首の格納庫に搭載し、機首後方に大口径のデラック砲を装備。マキシマエンジンとデラック砲を直結することで破壊エネルギーとしてマキシマのパワーを撃ち出す数倍強力なマキシマ砲が使え、これでゴブニュ（オグマ）やデシモニアを倒した。普段は極東本部基地下部のF4ドックに格納されており、エレベーターで海上ゲートまで上昇して出撃する。コクピットは艦橋上部にあり、6名が搭乗可能。極秘で開発・建造が進められていたため、GUTS隊員たちは当初はそのことを知らなかった。
第51・52話ではサワイ総監をはじめとするTPC、GUTSの指揮中枢がここに移り、移動司令部として機能した。
劇場版『ウルトラマンティガ THE FINAL ODYSSEY』の時点では少し旧式になっているらしいがかつてと同様移動母艦としての機能を発揮し、シビトゾイガーとの戦闘ではシビトゾイガーの突入口をデラック砲で破壊するなど善戦していた。
『ウルトラマンダイナ』の第42話では船首に髑髏の装飾が取り付けられた宇宙海賊船“曙丸”として登場した（同エピソードはアスカの夢の中での話だった）。
- デザインモチーフはクジラ。
- 発進シークエンスは、モーションコントロールキャメラを使用しているため、スムーズな移動撮影となっている。
- 発進アナウンスは満田かずほが担当している。

ガロワ飛行艇（コスモアタッカー）
月面基地ガロワに配備されている小型飛行艇。宇宙のみならず大気圏内でも飛行可能で、宇宙空間ではガッツウイング並みの運動性能を有し、大気圏突入・離脱能力と月まで到達可能な耐久力と航続距離を持つ。初登場時にハヤテと、メンジュラが化けた偽キシナガがこの機体でドッグファイトを繰り広げた。最終回でもハヤテがこれに搭乗してGUTSの救援に駆け付けた。
『ウルトラマンダイナ』ではマリネリスとガニメデ基地にも配置され、第50話で対グランスフィア戦ではガニメデ基地から出撃するも全滅している。
四門のロケット砲を武装に持つ。
ネオフロンティア時代にはファイナルメガランチャーの搭載も確認されている。左右のエンジンを90度回転させることにより、垂直離着陸が可能。

#### 車両・その他
- 『ウルトラセブン』以来の地中メカと水中メカの発進シークエンスが撮影された[3]。

シャーロック
高い運動性能と特殊合金製の頑丈な車体を誇る地上パトロール用超高速特殊自動車。初登場は第9話。
TPCが開発した無公害のマルチコンバージョンエンジンを搭載しており、有害物を出さずに走行する。戦闘任務の追加に伴い、フロント部に小型ミサイルシャーロックシュート、後部にレーザービームを放つスクロール砲が追加装備され、車体上部に光波バリアを展開することも出来る。ベースはシボレー・カマロ。
出動の際は主に海上に現れたシークレットトンネルから発進する。目的地が遠隔地の場合はガッツウイング2号やEX-Jに空輸されることもある。また、マニュアル操縦を用いることで獅子鼻樹海のような強力な磁場に覆われている所でもその影響を受けずに行くことが出来る。

デ・ラ・ム
4WDタイプの特殊四輪駆動車両。あらゆる地形を走破することが可能な足回りと車体の堅牢さを誇る。車体上部後方に大型レーザー砲デグナーを装備し、レーザービームを発射。初登場は第13話で、ベースはシボレー・ブレイザー。
目的地が遠距離の場合はシャーロックと同様にガッツウイング2号やEX-Jに空輸されることもある。また、上記のシャーロックと同様にマニュアル操縦を用いることで獅子鼻樹海のような強力な磁場に覆われているところでもその影響を受けずに行くことが出来る。
- デザイン画では車体には組織のエンブレムではなく、番号が描かれていた。

オートスタッガー
ホリイが開発・制作した対オフロード用高性能オートバイ。初登場は1号が第13話、2号は第22話である。
色は黒と黄色の2色のものがそれぞれ2種類あり、オンロード・オフロード問わずどんな悪路でも走行可能。山間部に潜む敵の追跡に対して使用される。ウイリー走行も出来る。ヘッドライトが2つ付いている方が1号、1つの方が2号である。
- 1号のベースはホンダ・AX-1。2号のベースはホンダ・XR250。劇中では「スタッグ」と呼ばれている。

ピーパー
カシムラ博士が設計・開発した小型高性能タンク。初登場は第18話。機体前部の超硬度ドリルスピンドラーからマグマを凍らせるほどの赤い冷凍光線コールドビームとプラズマエネルギーを集約した青色熱線フューザーZを放つ。また、怪獣位置表示装置・モンスターキャッチャーを放つことも可能。
- 『ウルトラマンAGE Vol.3』（辰巳出版）86-88頁では、「全幅；約5.4メートル、全高：約3.6メートル」と推測している。

ドルファー202（ニーマルニ）
最大6人乗りの小型万能潜航艇。最大で水深2万メートルまでの潜航が可能。潜水艦乗りとしての経験が豊富なヨシオカ警務局長官の設計思想が随所に盛り込まれており、超伝導エンジンを搭載しているため、水上でも素早く活動できる。ダイブハンガー下部のドックから発進する他、アートデッセイに目的海域付近へ運ばれることもある。
武器は水中ミサイルのモンローとD機関砲（いずれも劇中では未使用）で、前方のハッチ内に搭載された作業用アーム部分はマキシマ・コンバーターユニットと連結して光を照射する。
当初はシンジョウ、レナしか操縦する技術を持っていなかったため、ダイゴと設計に関わったヨシオカ長官自身が乗り込んだ。初登場は第34話。
第50話では超古代遺跡ルルイエの調査のためにホリイとシンジョウの2人が搭乗したが、その次のエピソードで現れたガタノゾーアの操る闇によって通信はおろか浮上すら出来なくさせられてしまった。最終回ではマサキを乗せたマキシマ・コンバーターユニットを回収、連結し石像に戻ってしまったティガに光を照射するが、ガタノゾーアの妨害で失敗。だが最終決戦後に闇が消滅したことでようやく浮上できた。
- 発進シーンは、『ウルトラセブン』のハイドランジャーの発進以来となる水が基地内で使用され、リアルに注水シーンが演出された。

ラガティ
第5話でのムナカタ副隊長の台詞で名前のみ登場。企画時に設定されていた救助用ハイテク飛行船で引き上げ作業も得意とされることが、講談社テレビマガジン特別編集「ウルトラマンティガ」P113に記載。
追従式ドリルビーム
地上に設置して地底に潜っている怪獣に対して攻撃をすることが出来る大口径レーザー兵器。第18話でゴルザ（強化）にダメージを与え、土中から追い出した。
- シャーロック、デ・ラ・ム、オートスタッグの陸上車両は、オープニング映像の中期と後期に走行場面で登場した。中期は未明のゆりかもめ青海駅付近で、後期は建設途中の東京湾アクアラインの海ほたるパーキングエリア-木更津金田インターチェンジ間の上り車線を逆走で走った。撮影当時は舗装工事が終わったばかりだったため、車線を区切る白線や街路灯、道路標識が全く無い状態だった。

## 登場怪獣
「ウルトラマンティガの登場怪獣」の項目を参照。

## キャスト

### レギュラー・準レギュラー
- ダイゴ：長野博（V6[注釈 1]）[注釈 27]
- イルマ、ユザレ（第50話）：高樹澪
- ムナカタ：大滝明利
- レナ：吉本多香美
- シンジョウ：影丸茂樹
- ホリイ：増田由紀夫
- ヤズミ：古屋暢一
- サワイ・ソウイチロウ総監：川地民夫（2、3、5、7、12、18 - 20、23、32 - 34、37、38、43 - 45、47 - 52）
- ナハラ・マサユキ参謀：タケ・ウケタ（2 - 4、18、34、47、48）
- ヨシオカ・テツジ警務局長官：岡部健（2、3、18 - 20、34、47、48、50 - 52）
- シンジョウ・マユミ：石橋けい（9、10、12、14、15、23、28、29、38、52）
- カシムラ・レイコ博士：北川たか子（1、2、4、18）
- ヤオ・ナバン博士：小倉一郎（19、20、50 - 52）
- タンゴ・ユウジ博士：岡村洋一（21、35、43、44、52）
- ユザレ：長内美那子（1、2、20、45、50）
- イタハシ・ミツオ：高野浩幸（3、20、25、52）
- GTVテレビ・レポーター：太田久美

### ゲスト
- ニュースキャスター：沼田正治（第1話）
- TPC隊員：ブラッドリー・ワーナー（第1話）
- TPC開発局局員：成田克彦（第1、2話）
- 調査隊隊長：児玉徹（第2話）
- 久良々島砕石現場主任：野村信次（第2話）
- TPC隊員：外島孝一（第2話）
- 久良々島砕石作業員：明石知也（第2話）
- 女性司会者・山田：藤咲舞（第3話）
- 江崎博士：荒谷公之（第4話）
- 田坂飛行士：長谷川恒之（第4話）
- 石垣船長：五十嵐三南子（第4話）
- 宇宙開発局職員：石倉民雄、中川正義（第4話）
- 田坂飛行士の妻：星野光代（第4話）
- 石垣船長の母：続木博子（第4話）
- 田坂ユウタ：金澤匠（第4話）
- オノダ・タケヒコ：大谷朗（第5、33話）
- 上田耕正：西田良（第5話）
- インタビューを受ける人々：小松幸雄、塚原孝則、長井真由美、藤原理人、若生恵（第5話）
- 報道特別番組司会：森永徹（第5話）
- ミズノ・タカジ博士：鹿島信哉（第6話）
- ロザリンド・ホルンヘス博士：シェリー・スウェーニ（第6話）
- ヨコヤマ・マサユキ飛行士：石原直哉（第6話）
- ヤナセ・オミ技官：荒木しげる（第7話）
- アサミヤ・シゲキ技官：池田秀一（第7話）
- 少女時代のレナ：富田彩夏（第7話）
- 少年：入野自由 、印部良、小森谷勇樹、平雄大（第8話）
- 主婦：長岡忍（第8話）
- 異次元魔女：梛野素子（第8話）
- サキ：伊藤智乃（第9話）
- 作業員：町田剛（第9話）
- 少年時代のダイゴ：永田貴嗣（第9話）
- ハルキ[注釈 28]：田中恭平（第10話）
- アッコ：山本祐莉（第10話）
- マモル：柳原悠（第10話）
- ジュンヤ：平野慎也（第10話）
- サナダ・リョウスケ：柚原旬（第11、47話）
- イジュウイン・サヤカ：島崎路子（第11、47話）
- 釣り人：今井清也（キヨちゃん）、穂積美幸（第11話）
- 警備員：飛鳥信（第11話）
- 海洋科学研究所所長：越村公一（第12話）
- シンイチ：立川大和（第13話）
- サラリーマン：平林浩太郎（第13話）
- ルシア：桂木亜沙美（第14話）
- ザラ：塩谷庄吾（第14話）
- ムザン星人：婆裟羅天明（第14話）
- ルシア（スタント）：梛野素子（第14話）
- 旭ヶ岳のハイカー：浦崎宏（第14話）
- アオキ・タクマ：青木拓磨（友情出演 / 第15話）
- スチュワーデス：根本貴美子（第15話）
- 警官：堀井雅史（第15話）
- 上村：郷田ほずみ（第16話）
- 太田：平光琢也[注釈 29]（第16話）
- 錦田小十郎景竜 ：川崎博司（第16話）
- 山田巡査部長：加藤茂雄（第16話）
- 巡査：志村知幸（第16話）
- 関口：吉尾康秀（第16話）
- おばあさん：東静子（第17話）
- アクション俳優・星：星雷童（第17話）
- ボクサー・ショウ：那須正成（第17話）
- トレーナー：鈴木理香子（第17話）
- ニュースキャスター：幸野賀一（第17、18話）
- チンピラ：林田直樹、後藤香織（第17話）
- 兄妹の母：井手さくら子（第17話）
- テレビゲームをしている兄妹：浅野大（兄）、黒川芽以（妹）（第17話）
- ミヤザワ局長：滝川潤（第18話）
- レポーター：山崎夏菜（第18話）
- 桑畑町・町民：川口節子、門脇三郎（第18話）
- TPC隊員：笈田雅人（第18・36話）[注釈 30][注釈 31]
- 避難民：長谷川圭一（第18話）[注釈 32][注釈 31]
- ゴブニュの目撃者：杉山みどり（第19話）
- 「ゆかいな仲間たち」団長：六平直政（第21話）
- 「ゆかいな仲間たち」団員：大山剛、中嶋修、所博昭（第21話）
- エザキ（ホリイ）・ミチル：早勢美里（第22、47話）
- 女の子：鈴木彩野（第22話）
- 父親：黒澤初徳（第22話）
- アダム：松田洋治（第23話）
- イブ：鈴木みさと（第23話）
- 草薙雄也：利倉大輔（第24話）
- 巡査：小松正一（第24話）
- 雄也の友達：松本俊、太田武範（第24話）
- 草薙ユカ：塚田唯依（第24話）
- 公民館職員：仁藤明彦、藤原亜季（第24話）
- 修理工：木下隆康、矢神新太郎（第24話）
- 避難民：大子町黒沢のみなさん（第24話）
- ミウラ・トモキ：辻和希（第25、51、52話）
- オオヌマ・ケイコ：春菜千広（第25、52話）
- レポーター：観崎美和（第25話）
- ミウラ・ヨリエ：風見章子（第25話）
- ババ：山内としお（第26話）
- ババ・リエ：中武佳奈子（第26話）
- ババ・コウタ：小出達也（第26話）
- ババ・ミユキ：児島美ゆき（第26話）
- 夜鳴きそば屋：赤星昇一郎（第27話）
- タクシー運転手：山根久幸（第27話）
- 野次馬：安西一義、藤田典子、丸山秀也（第27話）
- ラーメンを食べていた青年：深山陽右（第27話）
- レポーター：河本鈴子（第27話）
- たぬき和尚：北相馬宏（第27話）
- TPC隊員：小笠原央、中坪裕孝（第28話）
- クルス・マヤ：田中規子（第29話）
- マネージャー：田島真吾（第29話）
- マネージャーの部下：畑野祥二郎（第29話）
- キャンパー：高見周（第29話）
- クルス・マヤ（少女時代）：織田千雛（第29話）
- ヤマモト：不破万作（第30話）
- 根津正親博士：寺田農（第32話）
- アサミ：小出由華（第32話）
- 谷口医師：大矢兼臣（第32話）
- TPC隊員：徳山盛男、渡会良（第32話）
- 退出する教授：高野宏一（第32話）[注釈 32][注釈 31]
- ハヅキ・ユキナ：梛野素子（第33話）
- 吸血鬼リーダー：白国秀樹（第33話）
- 吸血鬼：永嶋美佐子、大谷智子、宮崎朋江、篠原幸恵（第33話）
- バーテンダー：村石宏實（第33話）[注釈 32][注釈 31]
- サワイ総監秘書：実相寺吾子（第34話）
- 国際科学フォーラム委員：クレメント・アダムソン（第34話）
- TPCアフリカ幹部：サムエル・ポップ（第34、35話）
- TPCヨーロッパ支部：ダニエル・エモンド（第34、35話）
- TPC北アメリカ支部幹部：ロバート・ライルマン（第34、35話）
- TPC首脳：アーサー・タンズリ、ビリー・ジョー、フランク・マーティン、デビット今道、マテュー・ミャスバーゲン、マニュエル・デービット、ウィンストン・カーク、デビット・ライアン、エモンド・ステァャン、マーク・マードック、マルシタ・コグレ、アルミンダ・ラモス、メイソン・エファット（第34話）
- TPC西アジア支部代表：王建軍（第35話）
- TPC南太平洋支部幹部：ドナ・バーク（第35話）
- テヅカ・ユリ：神谷涼（少女）、中真千子（老女）（第36話）
- TPC隊員：井上英樹、東絵利（第36話）
- 少年時代のヤズミ：笠原大地（第36話）
- ジョギングしていた男・渋谷：桑原富和（第36話）
- TPC隊員、群衆（2役）：小川知子（TBS）（第36話）[注釈 31]
- マノン星人：原知佐子（侍女）、三輪ひとみ（令嬢）（第37話）
- ニカイドウ・ツトム隊員：廣瀬昌亮（第37話）
- ぬいぐるみ：ちな坊（第37話）[注釈 33]
- タツムラ参謀：石橋保（第38話）
- 市民：古川九一[注釈 34]、玉利祥子（第38話）
- キリノ・マキオ：宮下直紀（第39、52話）
- 取り残されたOL：柚木佑美（第39話）
- キリノ・マキオ（少年時代）：筒井万央（第39話）
- ニュースキャスター：工藤啓子（第39話）
- イクタ・カズマ：角田英介（第40話）
- キタミ・トモコ：大家由祐子（第40話）
- 宮川太郎：寺田農（第40話）
- クリタ博士：堀内正美（第40話）
- ドクトルチヒロ：嶋田久作（第40話）
- 茶髪の青年：浅野忠信（第40話）
- アパートの女性：吉行由実（第40話）
- カルロス小林：青島健介（第40話）
- イヌイ・キヨト：冴場都夢（第41話）
- キノサキ・ジン：早坂慎太郎（第41話）
- 少年：江口慎典、三浦斗夢（第41話）
- 男：森永徹（第41話）
- カレンE90：栗栖ゆきな（第42話）
- 加藤：ウガンダ・トラ（第42話）
- 観覧車の客：高宮哲也、早野実紗（第43話）
- マサキ・ケイゴ：高良隆志（第43、44、52話）
- 子犬：アルミ（小犬）（第43、44話）
- 三井グリーンランド従業員：藤瀬裕幸（第43話）
- ヌーク：佐渡稔（第45話）
- テラ：金綱理香（第45話）
- ギジェラの花粉を求める人々：吉田勲、引野祥子、末永輝香、鈴木勇、服部恵美子、平野克彦、浅川クミ、斎藤功司（父親）（第45話）
- 星野馬次郎[注釈 35]：ガッツ石松（第46話）
- 星野マサト：岡本士輝（第46話）
- 江ノ電助役・フチガミ：住若博之（第46話）
- 主婦：長岡忍（第46話）
- 江ノ電運転手：藤崎卓也（第46話）
- 小学生：北尾亘、杉田祐紀、遠藤ゆうや、森田雄治（第46話）
- D機関職員：彌吉健生、清水英行（第47話）
- ハヤテ・シン隊長：京本政樹（特別友情出演 / 第48、52話）
- キシナガ副隊長：古河聰（第48話）
- オカベ隊員：悠木真吾（第48話）
- ガロワ基地隊員：井上宗、山崎正裕、岸哲生、川崎正人、今別府義郎、八多太司、石倉良信（第48話）
- 円谷英二：滝田裕介（第49話）
- 金城哲夫：沖田浩之（第49話）
- 円谷一：円谷浩（第49話）
- チーフ助監督・満田：長倉大介（第49話）
- 制作担当・熊谷：浅見小四郎（第49話）
- 上原正三：河田裕史（第49話）
- 『ウルトラQ』のスタッフ：外島孝一（第49話）
- 円谷プロ受付：赤木優（第49話）
- 『ウルトラQ』の出演者：田丸一男（毎日放送）（第49話）
- 宇宙魔人チャリジャ：町田剛（第49話）
- 円谷プロ専務：原田清人（第49話）
- 『ウルトラQ』のスタッフ：渋谷浩康（第49話）[注釈 32][注釈 31]
- D3ブロック警備班：立石さとる（第51話）
- 少年[注釈 36]：清水たかし（第51・52話）
- 避難民：二家本辰巳（第51話）[注釈 32][注釈 31]
- ガッツウイングブルートルネード小隊隊員：ブラッドリー・ワーナー（第51話）[注釈 31]
- TPC隊員：中村浩二（第52話）[注釈 31]
- テレビアナウンサー：今泉吉孝[注釈 37]（第52話）※カメオ出演[注釈 31]

### 声の出演
- ナレーター：二又一成
- ウルトラマンティガ（掛け声）：真地勇志（第4 - 52話）
- テレビ番組のナレーター：真地勇志（第3話）[注釈 31]
- コンピューター：二又一成（第3話）[注釈 31]
- キリエロイド：佐藤正治（第3話）[注釈 31]
- リガトロン：佐藤正治（第4話）
- ガゾート：佐々木麻理（第6話）
- レギュラン星人：桑原たけし（第7話）
- 異次元魔女：藤波京子（第8話）
- レイビーク星人：佐藤正治（第13話）
- ムザン星人：佐藤正治（第14話）
- 宿那鬼：遠藤守哉（第16話）
- スタンデル星人アボルバス：塩屋浩三（第17話）
- スタンデル星人レドル：麻生智久（第17話）
- 機械人形 ゴブニュ（ヴァハ）：田中亮一（第20話）
- ナーガ：多岐川まり子（第23話）
- ボイスメール着信音：大塚瑞恵（第25話）
- 影法師、証明写真の音声：市村浩佑（第27話）
- ラジオDJ：桑田真紀（第27話）
- アートデッセイ号通信士：風間信彦（第28話）
- ビザーモ：麻生智久（第31話）
- 報道番組ナレーター：田中秀幸（第34話）
- TPCアメリカ支部幹部：田中亮一（第35話）
- TPCヨーロッパ支部幹部：龍田直樹（第35話）
- TPC中国支部幹部：増谷康紀（第35話）
- マノン星人：冨田昌則（令嬢）、角秀一（侍女）（第37話）
- TPC隊員：川島千代子、杉山佳寿子（第38話）
- イルド：伊倉一恵、石川英郎（第41話）
- メタモルガ：佐藤正治（第47話）
- ウルトラマン：二又一成（第49話）
- りゅうぐう乗組員：掛川裕彦（第50話）
- ガッツウイングブルートルネード小隊隊員：塩屋浩三（第51話）
- 避難アナウンス：伊倉一恵（第51話）
- 海外の子供：伊倉一恵、大塚瑞恵（第52話）
- 海外の父親：塩屋浩三（第52話）

### スーツアクター
ウルトラマンティガのスーツアクターは、スタミナを必要とする場合は筋肉質の中村、ボディラインを重視する場合は細身の権藤が演じた。権藤は、タイプチェンジの設定を知る前に2人で演じることが決まったため、体型がかけ離れたもの同士であることに困惑したという。マルチタイプは、演出に応じてスリムなタイプを権藤、筋肉質なタイプを中村が担当することとなった。次作『ダイナ』の第1、2話の撮影に権藤が入ることから、第51、52話は中村が一人で演じたという。
第19、20話の撮影中、中村が吊られるシーンの撮影中に操演側のセッティングミスで装着した吊りハーネスのフックが変形してしまい、繋げていたフック線が外れて落下する事故が発生したことから、それ以降の吊りシーンのほとんどは中村よりも軽い権藤が担当することとなった。
- ウルトラマンティガ[注釈 38]（マルチタイプ、パワータイプ）[3]、グリッターティガ[3][86]、イーヴィルティガ[3][86]：中村浩二
- ウルトラマンティガ[注釈 38]（マルチタイプ、スカイタイプ）[3]、イーヴィルティガ（一部）[137]、ウルトラマン（第49話）[3]：権藤俊輔
- 怪獣[注釈 38]：岡野弘之、三宅敏夫、北岡久貴、広沢俊
- 特技アクション：金光大輔、富田正則、角秀一、金塚裕、谷口繁男、新上博巳、門脇亨

### 系列局番組関係者のエキストラ出演例
いわゆる番宣の一環として、制作・系列局のバラエティ番組に協力し、バラエティ番組のレポーターが番組出演に挑戦する企画にエキストラ出演させる形で応じている。TBSアナウンサーの小川知子が第36話で群衆や、市民を誘導するTPC隊員に扮したものと毎日放送アナウンサーの田丸一男が番組『あどりぶランド』の一企画で第49話で『ウルトラQ』に出演するエキストラ俳優に扮したものの2例が確認されている。いずれも、演技指導を受ける様子、『あどりぶランド』では共演した円谷浩へのインタビューも放送された。

## スタッフ
- 製作：円谷一夫
- 監修：高野宏一
- 企画：満田かずほ、丸谷嘉彦、大野実
- プロデューサー：笈田雅人、諸冨洋史、位下博一
- 原案：円谷一夫（第15、46話）
- 脚本：右田昌万、小中千昭、宮沢秀則、川上英幸、武上純希、兒玉宜久、河崎実、村石宏實、中崎一嘉、神澤信一、太田愛、長谷川圭一、平野靖士、川崎郷太、斎藤和典、大西信介、上原正三
- 音楽：矢野立美
- 音楽プロデューサー：玉川静
- 音楽制作：日本コロムビア、円谷ミュージック
- 制作プロデューサー：小山信行
- 撮影監督：大岡新一
- 美術監督：松原裕志、大澤哲三
- 美術デザイナー：内田哲也、寺井雄二
- 特技監督：高野宏一、神澤信一、北浦嗣巳、村石宏實、川崎郷太、大岡新一、佐川和夫
- 監督：松原信吾、村石宏實、川崎郷太、岡田寧、神澤信一（冬木椴）、原田昌樹、北浦嗣巳、石井てるよし、実相寺昭雄、満田かずほ
- 撮影：倉持武弘
- 照明：高野和男、佐藤才輔、南園智男
- 美術：及川一、内田哲也、小出憲
- 録音：細井正次、楠本龍巳
- 助監督：勝賀瀬重憲
- 監督補：円谷昌弘
- ビジュアルエフェクト：大里俊博、有働武史
- 編集：大橋富代、高橋玲香、佐藤裕子
- キャスティング：安藤実
- スクリプター：河島順子、黒河内美佳、島貫育子、飯塚美穂
- マットペインティング：木村俊幸、井手広法
- 撮影（特撮[注釈 39]）：高橋義仁
- 照明（特撮[注釈 39]）：和泉正克
- 美術（特撮[注釈 39]）：寺井雄二、稲付正人
- 助監督（特撮[注釈 39]）：満留浩昌
- 操演（特撮[注釈 39]）：根岸泉、二家本辰巳、川口謙司
- 擬闘：二家本辰巳
- キャラクターデザイン（ヒーロー&怪獣[138]）：丸山浩
- イメージボード：橋爪謙始
- 番組宣伝：安藤ひと実
- 製作：円谷プロダクション

### 実相寺昭雄監督回
※前項に同じは除く。
- 原案：実相寺昭雄
- 脚本：薩川昭夫
- 美術監督：池谷仙克
- 特技監督：服部光則
- 監督：実相寺昭雄
- コダイ プロデューサー：大木淳吉、鈴木道朗、宍倉徳子
- 撮影：中堀正夫
- 照明：牛場賢二
- 録音：木村暎二
- 助監督：高橋巌
- 制作担当：土本貴生
- 編集：矢船陽介
- スクリプター：赤澤環
- 撮影：八巻恒存
- 照明：丸山文雄
- 本編美術：五辻圭
- 特撮美術：相馬直樹
- ビジュアルスーパーバイザー：下田洋
- 擬闘：二家本辰巳、中瀬博文
- 音楽協力
  - 音楽コーデイネーター：神保敏文
  - ピアノ：勝郁子
  - ソプラノ：若槻量子
  - メゾソプラノ：牧野真由美（第37話のみ）
- 制作協力：コダイ

## ネット局
| 放送対象地域   | 放送局             | 系列    | ネット形態             | 備考            |
| -------------- | ------------------ | ------- | ---------------------- | --------------- |
| 近畿広域圏     | 毎日放送           | TBS系列 | 制作局                 |                 |
| 関東広域圏     | TBS                | TBS系列 | 同時ネット             |                 |
| 北海道         | 北海道放送         | TBS系列 | 遅れネット             |                 |
| 青森県         | 青森テレビ         | TBS系列 | 遅れネット             |                 |
| 岩手県         | IBC岩手放送        | TBS系列 | 遅れネット →同時ネット |                 |
| 宮城県         | 東北放送           | TBS系列 | 同時ネット             |                 |
| 山形県         | テレビユー山形     | TBS系列 | 同時ネット             |                 |
| 福島県         | テレビユー福島     | TBS系列 | 同時ネット             |                 |
| 新潟県         | 新潟放送           | TBS系列 | 同時ネット             | [ 139 ]         |
| 富山県         | チューリップテレビ | TBS系列 | 同時ネット             | [ 139 ]         |
| 石川県         | 北陸放送           | TBS系列 | 遅れネット             | [ 139 ]         |
| 山梨県         | テレビ山梨         | TBS系列 | 同時ネット             |                 |
| 長野県         | 信越放送           | TBS系列 | 遅れネット             |                 |
| 静岡県         | 静岡放送           | TBS系列 | 遅れネット             |                 |
| 中京広域圏     | 中部日本放送       | TBS系列 | 遅れネット             | 現：CBCテレビ   |
| 島根県 鳥取県  | 山陰放送           | TBS系列 | 同時ネット             |                 |
| 広島県         | 中国放送           | TBS系列 | 同時ネット →遅れネット |                 |
| 岡山県・香川県 | 山陽放送           | TBS系列 | 遅れネット             | 現：RSK山陽放送 |
| 愛媛県         | 伊予テレビ         | TBS系列 | 同時ネット             | 現：あいテレビ  |
| 高知県         | テレビ高知         | TBS系列 | 同時ネット             |                 |
| 福岡県         | RKB毎日放送        | TBS系列 | 遅れネット             |                 |
| 長崎県         | 長崎放送           | TBS系列 | 同時ネット             |                 |
| 熊本県         | 熊本放送           | TBS系列 | 同時ネット             |                 |
| 大分県         | 大分放送           | TBS系列 | 同時ネット             |                 |
| 宮崎県         | 宮崎放送           | TBS系列 | 同時ネット             |                 |
| 鹿児島県       | 南日本放送         | TBS系列 | 遅れネット             |                 |
| 沖縄県         | 琉球放送           | TBS系列 | 同時ネット             |                 |

## 放映リスト
- 各怪獣の詳細・肩書きは「ウルトラマンティガの登場怪獣」を参照。
- 視聴率はビデオリサーチ調べ（関東地区）[140]。

| 話数 | サブタイトル                    | 登場怪獣・宇宙人                                                                                 | 脚本                               | 監督                    | 特技監督              | 放送日        | 視聴率 |
| ---- | ------------------------------- | ------------------------------------------------------------------------------------------------ | ---------------------------------- | ----------------------- | --------------------- | ------------- | ------ |
| 1    | 光を継ぐもの                    | - ゴルザ - メルバ                                                                                | 右田昌万                           | 松原信吾                | 高野宏一              | 1996年 9月7日 | 8.6 %  |
| 2    | 石の神話                        | - ガクマα - ガクマβ                                                                              | 右田昌万                           | 松原信吾                | 高野宏一              | 9月14日       | 8.9 %  |
| 3    | 悪魔の預言                      | - キリエロイド - キリエル人                                                                      | 小中千昭                           | 村石宏實                | 神澤信一              | 9月21日       | 6.5 %  |
| 4    | サ・ヨ・ナ・ラ地球              | リガトロン                                                                                       | 宮沢秀則                           | 村石宏實                | 神澤信一              | 9月28日       | 6.5 %  |
| 5    | 怪獣が出てきた日                | シーリザー                                                                                       | 小中千昭                           | 川崎郷太                | 北浦嗣巳              | 10月5日       | 6.5 %  |
| 6    | セカンド・コンタクト            | - ガゾート - クリッター                                                                          | 小中千昭                           | 川崎郷太                | 北浦嗣巳              | 10月12日      | 7.6 %  |
| 7    | 地球に降りてきた男              | レギュラン星人                                                                                   | 宮沢秀則                           | 岡田寧                  | 高野宏一              | 10月19日      | 7.1 %  |
| 8    | ハロウィンの夜に                | - ギランボ - 異次元魔女                                                                          | 右田昌万                           | 岡田寧                  | 村石宏實              | 10月26日      | 8.6 %  |
| 9    | 怪獣を待つ少女                  | - マキーナ - サキ                                                                                | 小中千昭                           | 松原信吾                | 北浦嗣巳              | 11月2日       | 8.6 %  |
| 10   | 閉ざされた遊園地                | ガギ                                                                                             | 川上英幸                           | 松原信吾                | 北浦嗣巳              | 11月9日       | 9.2 %  |
| 11   | 闇へのレクイエム                | エボリュウ                                                                                       | 武上純希                           | 神澤信一                | 神澤信一              | 11月16日      | 7.2 %  |
| 12   | 深海からのSOS                   | レイロンス                                                                                       | 兒玉宣久                           | 神澤信一                | 神澤信一              | 11月23日      | 8.1 %  |
| 13   | 人間採集                        | レイビーク星人                                                                                   | - 河崎実 - 村石宏實                | 村石宏實                | 村石宏實              | 11月30日      | 8.1 %  |
| 14   | 放たれた標的                    | - ムザン星人 - ルシア - ザラ                                                                     | - 中崎一嘉 - 村石宏實              | 村石宏實                | 村石宏實              | 12月7日       | 9.9 %  |
| 15   | 幻の疾走                        | - ガゾートII - クリッター                                                                        | 武上純希                           | 川崎郷太                | - 高野宏一 - 川崎郷太 | 12月14日      | 7.4 %  |
| 16   | よみがえる鬼神                  | 宿那鬼                                                                                           | 川上英幸                           | 川崎郷太                | - 高野宏一 - 川崎郷太 | 12月21日      | 8.4 %  |
| 17   | 赤と青の戦い                    | - スタンデル星人 レドル - スタンデル星人 アボルバス                                              | - 宮沢秀則 - 神澤信一              | 冬木椴                  | 神澤信一              | 12月28日      | 7.3 %  |
| 18   | ゴルザの逆襲                    | ゴルザ（強化）                                                                                   | 右田昌万                           | 冬木椴                  | 神澤信一              | 1997年 1月4日 | 6.8 %  |
| 19   | GUTSよ宙へ・前編                | - ゴブニュ（ヴァハ） - ゴブニュ（ギガ） - 機械島                                                 | 小中千昭                           | 村石宏實                | 村石宏實              | 1月11日       | 8.5 %  |
| 20   | GUTSよ宙へ・後編                | - ゴブニュ（ヴァハ） - ゴブニュ（ギガ） - ゴブニュ（オグマ） - 機械島 - キリエル人               | 小中千昭                           | 村石宏實                | 村石宏實              | 1月18日       | 8.5 %  |
| 21   | 出番だデバン!                   | - エノメナ - デバン（デバンダデバン）                                                            | 太田愛                             | 北浦嗣巳                | 北浦嗣巳              | 1月25日       | 7.9 %  |
| 22   | 霧が来る                        | - マグニア - 光る隕石 - 奇生体 - 霧                                                              | 長谷川圭一                         | 北浦嗣巳                | 北浦嗣巳              | 2月1日        | 9.0 %  |
| 23   | 恐竜たちの星                    | - ウェポナイザー1号 - ウェポナイザー2号 - アダム - イブ - ナーガ                                 | 武上純希                           | 岡田寧                  | 大岡新一              | 2月8日        | 9.3 %  |
| 24   | 行け! 怪獣探険隊                | リトマルス                                                                                       | 平野靖士                           | 岡田寧                  | 大岡新一              | 2月15日       | 8.5 %  |
| 25   | 悪魔の審判                      | - キリエロイドII - キリエル人                                                                    | 小中千昭                           | 村石宏實                | 村石宏實              | 2月22日       | 8.2 %  |
| 26   | 虹の怪獣魔境                    | - シルバゴン - ガギII                                                                            | 右田昌万                           | 村石宏實                | 村石宏實              | 3月1日        | 8.9 %  |
| 27   | オビコを見た!                   | - オビコ（オビコボウシ） - 影法師                                                                | 太田愛                             | 川崎郷太                | 川崎郷太              | 3月8日        | 8.4 %  |
| 28   | うたかたの…                     | - ジョバリエ - クリッター                                                                        | 川崎郷太                           | 川崎郷太                | 川崎郷太              | 3月15日       | 8.0 %  |
| 29   | 青い夜の記憶                    | - ナターン星人 - クルス・マヤ                                                                    | 長谷川圭一                         | 原田昌樹                | 大岡新一              | 3月22日       | 9.5 %  |
| 30   | 怪獣動物園                      | - キングモーラット - モーラット                                                                  | 斎藤和典                           | 原田昌樹                | 大岡新一              | 3月29日       | 8.1 %  |
| 31   | 襲われたGUTS基地                | ビザーモ                                                                                         | 川上英幸                           | 北浦嗣巳                | 北浦嗣巳              | 4月5日        | 8.2 %  |
| 32   | ゼルダポイントの攻防            | シーラ（シーラキート）                                                                           | 太田愛                             | 北浦嗣巳                | 北浦嗣巳              | 4月12日       | 8.1 %  |
| 33   | 吸血都市                        | - 美しき夜の種族 - キュラノス                                                                    | 長谷川圭一                         | 村石宏實                | 村石宏實              | 4月19日       | 5.4 %  |
| 34   | 南の涯てまで                    | - 小型デシモニア - デシモニア                                                                    | 小中千昭                           | 村石宏實                | 村石宏實              | 4月26日       | 6.8 %  |
| 35   | 眠りの乙女                      | - デシモ星系人 - グワーム                                                                        | 小中千昭                           | 石井てるよし            | 大岡新一              | 5月3日        | 8.6 %  |
| 36   | 時空をこえた微笑                | ゴルドラス                                                                                       | - 右田昌万 - 長谷川圭一            | 石井てるよし            | 大岡新一              | 5月10日       | 7.0 %  |
| 37   | 花                              | マノン星人                                                                                       | 薩川昭夫                           | 実相寺昭雄              | 服部光則              | 5月17日       | 7.2 %  |
| 38   | 蜃気楼の怪獣                    | - ファルドン - デスモン                                                                          | 大西信介                           | 川崎郷太                | 川崎郷太              | 5月24日       | 6.7 %  |
| 39   | 拝啓ウルトラマン様              | ガルラ                                                                                           | 長谷川圭一                         | 川崎郷太                | 川崎郷太              | 5月31日       | 5.8 %  |
| 40   | 夢                              | バクゴン                                                                                         | 薩川昭夫                           | 実相寺昭雄              | 服部光則              | 6月7日        | 6.6 %  |
| 41   | 宇宙からの友                    | - イルド - イルドの塔 - 巨大脳                                                                   | 太田愛                             | 北浦嗣巳                | 北浦嗣巳              | 6月14日       | 5.2 %  |
| 42   | 少女が消えた街                  | - カレン E-90 - ファイバス（サタンファイバス） - バーチャルムザン星人 - バーチャルレイビーク星人 | 長谷川圭一                         | 北浦嗣巳                | 北浦嗣巳              | 6月21日       | 6.1 %  |
| 43   | 地の鮫                          | ゲオザーク                                                                                       | 小中千昭                           | 村石宏實                | 村石宏實              | 6月28日       | 5.4 %  |
| 44   | 影を継ぐもの                    | - イーヴィルティガ - ガーディー                                                                  | 小中千昭                           | 村石宏實                | 村石宏實              | 7月5日        | 5.9 %  |
| 45   | 永遠の命                        | - ギジェラ - テラ - ヌーク                                                                       | 右田昌万                           | 松原信吾                | 大岡新一              | 7月12日       | 8.2 %  |
| 46   | いざ鎌倉!                       | タラバン                                                                                         | 右田昌万                           | 松原信吾                | 大岡新一              | 7月19日       | 6.5 %  |
| 47   | 闇にさようなら                  | - メタモルガ - エボリュウ                                                                        | 長谷川圭一                         | 石井てるよし            | 佐川和夫              | 7月26日       | 5.9 %  |
| 48   | 月からの逃亡者                  | メンジュラ                                                                                       | 右田昌万                           | 石井てるよし            | 佐川和夫              | 8月2日        | 6.2 %  |
| 49   | ウルトラの星                    | - 初代ウルトラマン - ヤナカーギー - チャリジャ                                                   | 上原正三                           | - 原田昌樹 - 満田かずほ | - 北浦嗣巳 - 高野宏一 | 8月9日        | 5.4 %  |
| 50   | もっと高く! 〜Take Me Higher!〜 | ゾイガー                                                                                         | 小中千昭                           | 原田昌樹                | 北浦嗣巳              | 8月16日       | 4.4 %  |
| 51   | 暗黒の支配者                    | - ゾイガー - ガタノゾーア                                                                        | - 小中千昭 - 長谷川圭一 - 右田昌万 | 村石宏實                | 神澤信一              | 8月23日       | 5.4 %  |
| 52   | 輝けるものたちへ                | - ガタノゾーア - ゾイガー - キリエル人                                                           | - 小中千昭 - 長谷川圭一 - 右田昌万 | 村石宏實                | 神澤信一              | 8月30日       | 5.0 %  |

## 主題歌・挿入歌
歌詞字幕：15話以降あり
本作品以降、作品によっては特撮ソングを活動の中心としないアーティストとのタイアップも行われる。また、本作品から『ウルトラマンガイア』まではオープニングテーマとエンディングテーマが異なるレコード会社から発売される。

### オープニング主題歌
「TAKE ME HIGHER」
- 作詞・作曲：Jennifer Batten、Alberto Emilio Contini、Giancarlo Pasquini
- 日本語詞：鈴木計見
- 編曲：星野靖彦
- ストリングス・アレンジ：萩田光雄
- コーラス・アレンジ：鈴木弘明
- 歌：V6（avex trax）

長野博が主演ということもあり、V6が主題歌を歌うことが決まった。1996年当時、アニメ作品では既にアニメソングを活動の中心としない歌手とのタイアップは珍しくなかったが、特撮番組ではそうした前例はほとんどなく、ましてやトップアイドルが主題歌を担当することは前代未聞の出来事だった。
また、今までのシリーズのオープニングテーマのタイトルや歌詞に入っていた「ウルトラ（マン）」が一切使用されていない初めてのオープニングテーマでもある。
笈田雅人プロデューサーによると、当初「ウルトラマンティガ」の名前が入らない歌詞になりかかったが、この方針に松原信吾らが激怒した。そこで歌詞に「ティガ」だけでも入れるよう申し出た結果、現在の歌詞になった。
従来よりウルトラシリーズの音楽を制作していたコロムビアレコードが放映当時に発売したウルトラマン主題歌集のアルバムでは、ジャニーズ事務所が音源を管理しエイベックスが発売契約を受けているV6のオリジナル版は収録されず、カバー版（歌：前田達也、石原慎一、風雅なおと）が収められていた。また、『ウルトラマンガイア』の放送時に東芝EMIから発売された主題歌集にも、独自のカバー版（歌：TREE BOYS）が収録されている。2002年以降はコロムビア発売のCDにもオリジナル版が収録されるようになったが、近年は『最新 ウルトラマン主題歌ベスト』（2013年11月20日発売）にカバー版のみが収録された一方で、『ウルトラマンシリーズ放送開始50年 ウルトラマン主題歌大全集 1966-2016』（2016年3月2日発売）にはオリジナル版が収録されるなど、扱いはまちまちである。また、エイベックスから発売されたオムニバスCDには現在も未収録。
作曲者のデイブ・ロジャース（＝Giancarlo Pasquini）によるセルフカバー版（英語詞）もある。

### エンディング主題歌
「Brave Love, TIGA」
- プロデューサー：岸谷五朗（映像ではクレジット無し）
- 作詞：サンプラザ中野
- 作曲：バーベQ和佐田
- 編曲：福田裕彦
- 歌：地球防衛団（エアーズ）
  - 団長：岸谷五朗
  - メンバー：宇都宮隆、唐沢寿明、木根尚登、サンプラザ中野、寺脇康文、西村雅彦、バーベQ和佐田、パッパラー河合、パトリック・ボンマリート、ファンキー末吉、福田裕彦、ホンジャマカ（石塚英彦、恵俊彰）

地球防衛団とは、AAAのコンサートの参加者の中から岸谷五朗に選ばれたメンバーで構成される、1曲限りのチャリティーユニット。歌唱印税はエイズ撲滅運動のために全額寄付された。
当初は中盤からエンディングテーマを変更するという案があったが、本曲が好評だったため取りやめになった。
本作品以降『ウルトラマンネクサス』までの各作品で、エンディング曲をバックにEDパート映像（本編ダイジェストまたはエピローグ）が流される形がとられている。
放送当時はエアーズ以外のCDには収録されず、コロムビアのアルバムにはカバー版（歌：水木一郎、宮内タカユキ）が収録された。エアーズがレコード部門事業から撤退して以降は各ウルトラシリーズのサウンドトラックCDにオリジナル版が収録されている他、爆風スランプのベスト・アルバム『決定版!爆風スランプ大全集2 〜The Very Best Of パッパラー河合〜』にアコースティック・ギターで演奏された「（仮）」バージョンが収録されている（歌手名義は「地球防衛団 三日月分隊」になっている）。

### 挿入歌
「青い夜の記憶」（第29話で使用）
- 作詞・作曲：G.BROOKER、K.RED
- 日本語詞：原田昌樹
- 編曲：高橋竜
- 歌：須藤ひとみ（日本コロムビア）

原曲はプロコル・ハルムの「青い影（ 原題：A Whiter Shade of Pale） 」。
サウンドトラックアルバム『ウルトラマンティガ MORE MUSIC COLLECTION』に収録。
「ULTRAMAN・LOVE FOR CHILDREN(ビッグバンド版・インストゥルメンタル)」（第49話で使用）
- 作曲：日野皓正
- 編曲：風戸慎介

サウンドトラックアルバム『ウルトラマンティガ MORE MUSIC COLLECTION』に収録。
「TAKE ME HIGHER (NEW ALBUM MIX)」（最終話で使用）
- 作詞・作曲：Jennifer Batten、Alberto Emilio Contini、Giancarlo Pasquini
- 日本語詞：鈴木計見
- 編曲：星野靖彦
- ストリングス・アレンジ：萩田光雄
- 歌：V6（avex trax）

V6のアルバム『NATURE RHYTHM』に収録された、オープニングテーマのリミックス版。『ティガ』使用楽曲としての収録は、2021年に発売された25周年記念CD-BOX『ウルトラマンティガ 25th ANNIVERSARY MUSIC COLLECTION』が初。

### 海外版主題歌
「目覚めよウルトラマンティガ」
- 作詞：原彰孝
- 作曲・編曲：原文雄
- 歌：ボイジャー

ボイジャーのアルバム『ULTRA GALAXY』に収録。

## 他媒体展開

### 映像ソフト化
- 1997年1月25日 - 11月22日にVHSとLDが発売（発売元：バンダイビジュアル）。全13巻で各巻4話を収録。2-3巻ずつ同時発売。提供バックと予告編はVHSには未収録。
- 1999年4月25日 - 7月25日にかけてDVDが発売（発売元：バンダイビジュアル）。全13巻で各巻4話を収録。3-4巻ずつ同時発売。
- 2007年3月23日発売の『ウルトラマンティガ メモリアルボックス』（DVD、発売元：バンダイビジュアル）に全話が収録されている。
- 2008年1月25日にテレビ本編の内容を1時間に再編集した『クライマックスストーリーズ ウルトラマンティガ』が発売。劇場版とOVの収録はなく、クライマックスストーリーズの中で本作品のみ新録ナレーションがない。
- 2014年9月24日に『ウルトラマン』に続いて劇場版、OV（完全版）が初めてHDとなって本編と共に収録した『ウルトラマンティガ Complete Blu-ray BOX』が発売。ただし、本製品では後発の『ウルトラマンダイナ』『ウルトラマンガイア』と同様、テレビシリーズの製作から「毎日放送」の文字が削除されている。

### 他テレビシリーズ
『ウルトラマンダイナ』
本作品の続編。マドカ・ダイゴをはじめGUTSメンバーが登場。ティガは第1・2話で名前だけ、第49話で石像が登場。
『ウルトラマンギンガ』
ウルトラマンティガ（スパークドールズ）が登場。
ダークスパークウォーズのイメージシーンで登場し、ダークスパークの力でスパークドールズに変えられている。
その後、ティガのスパークドールズは異形の手のモノの元へ渡っており、第5、6話では、ライブアウトした直後のヒカルを助けたジャンキラー＝友也の行動に腹を立てた異形の手のモノがダークスパークでダークライブすることで本来マルチタイプであった姿がティガダークへと変えられてしまい、刺客としてヒカルたちの前に立ちはだかった。バルキー星人（SD）と共にギンガを苦しめたが、ジャンナインの加勢により形勢逆転。ジャンナインのジャンスターダストを浴びて倒され、スパークドールズに戻りヒカルに回収された。なお初期プロットでは、友也の父がダークライブする予定だった。
第10話では健太がギンガライトスパークを使用してウルトライブし、ウルトラマン（SD）、ウルトラセブン（SD）と共にスーパーグランドキング（SD）と戦うも破れ、スパークドールズに戻った。最終回で他のスパークドールズたちと共に地球を去ったが、番外編ではギンガライトスパークと共に再び地球に飛来。再び健太がウルトライブし、ウルトラマン（SD）と共にゼットン（SD）やマグマ星人（SD）と戦った。
『ウルトラマントリガー NEW GENERATION TIGA』
TPCやティガの存在が語られたほか、ユザレの力に覚醒したシズマユナの助力の下、スパークレンスのように凝集・収束したシズマミツクニの勇気と希望の光から光の巨人の姿となった別個体のウルトラマンティガが登場。ウルトラマントリガーと共にキリエロイドと戦った。
- 同作品第19話は本作品第49話のオマージュとなっている。

### 映画
『ウルトラマンティガ&ウルトラマンダイナ 光の星の戦士たち』
『ウルトラマンダイナ』の映画作品。ダイゴ、ヤズミを除くGUTSメンバーと、ウルトラマンティガが登場。
クイーンモネラに活動を停止されたダイナを復活させるために、かつてガタノゾーアに倒されたティガを復活させるために光になった経験をした子供と若者たちが再び光となって、その光が同作に登場するススム少年が持っていたウルトラマンティガのソフビ人形に宿り、本物のティガとして実体化させた。従って、このウルトラマンティガはダイゴが変身したものではない。ダイナにエネルギーを与えて復活させ、コンビネーションでクィーンモネラを撃破した後、その光は『光を継ぐもの』アスカ・シンに受け継がれた。
『ウルトラマンティガ・ウルトラマンダイナ&ウルトラマンガイア 超時空の大決戦』
『ウルトラマンガイア』の映画作品。ウルトラマンティガが登場。
『新世紀ウルトラマン伝説』
ウルトラマンティガが登場。他のウルトラ戦士と共に天空魔と戦った。
『新世紀2003ウルトラマン伝説 THE KING'S JUBILEE』
ウルトラマンティガが登場。ウルトラマンキングの誕生日を他のウルトラ戦士と共に祝福する。
『大決戦!超ウルトラ8兄弟』
ウルトラマンティガが登場。ダイゴをはじめ一部のGUTSメンバーも本作品とは別世界の人物として登場。
- スーツは岩田栄慶の体型に合わせて新規造形されたもの。

『ウルトラマンギンガ 劇場スペシャル』
『ウルトラマンギンガ』の映画作品。ウルトラマンティガ（スパークドールズ）が登場。
テレビ版に先駆ける形で礼堂ヒカルがギンガスパークを用いてウルトラマンティガにウルトライブし、タイラント（SDU）と対決。苦戦しつつもジャンナインの援護もあり勝利した。
『劇場版 ウルトラマンギンガS 決戦!ウルトラ10勇士!!』
変身者は不明だが、上記のティガとは別のウルトラマンティガ本体が登場。前作で、ヒカルが所持していたティガのスパークドールズについては語られておらず、今回は『ウルトラマンティガ外伝 古代に蘇る巨人』以来、14年ぶりとなるタイプチェンジを使用し、パワータイプにチェンジする。なお、パワータイプが映画に登場するのは初めてである。
『劇場版 ウルトラマンX きたぞ!われらのウルトラマン』
『ウルトラマンX』の映画作品。玉城ユウトがスパークレンスで変身した別個体のウルトラマンティガが登場。ゴーグアントラーとの闘いでは、スカイタイプやパワータイプにタイプチェンジしている。なお、スカイタイプが映画に登場するのは初めてである。
- スーツは新規造形。

### ネットムービー
『ウルトラギャラクシーファイト 運命の衝突』
ウルトラマンティガが登場。

### 漫画
- 宇宙船 VOL.81（1997年夏号） 内山まもる

第46話「いざ鎌倉!」の漫画版、後に双葉社のアクションコミックスより刊行された『ザ・ウルトラマン』の3巻に収録された。
- 《超人迪卡》（ウルトラマンティガ）（邱福龍、黄玉郎繪・香港に1998年出版）

### 小説
小説・ウルトラマンティガ 白狐の森
川上英幸著。2000年にオークラ出版より刊行され、2019年2月にオークラ出版文庫より再販。文庫版には描き下ろしの短編小説『惑星ビザーモの滅亡』を併録。
テレビ版第16話に登場した錦田小十郎景竜が再登場し、復活した“鬼”と戦う内容となっている。帯には「錦田景竜シリーズ第2弾」と銘打たれている。
テレビ版における時系列は不明だが、作中にてテレビ版第31話に登場した人工生命体ビザーモの事件が語られている。
深淵を歩くもの
小中千昭著。2001年に徳間デュアル文庫より刊行された小中千昭の短編集で、収録作品に『ウルトラマンティガ』に纏わる短編小説が含まれている。
- キリエル人
初出は1997年に講談社より出版された『テレビマガジン特別編集 ウルトラマンティガ』。
脚本家としての小中千昭が1986年にキリエル人と遭遇する様を、ノンフィクションを交えながら描く。
- 深淵を歩くもの
初出は1998年にぶんか社より出版された『ホラーウェイヴ』創刊号。
テレビ版のアナザー・ストーリーとしての位置づけで、直接名前は呼称されないが、本編に登場するガタノゾーアならびにゾイガーの存在が作中で示唆されている。
2019年6月16日には著者の小中により雑誌掲載時を底本にしたPDFとして全編が無料公開された。

ウルトラマンティガ 輝けるものたちへ
小中千昭著。2019年に早川書房より刊行された。
イルマ・メグミの視点を中心にテレビシリーズ全話のダイジェストと再構成・TPCとGUTSの創設までの物語や登場人物の過去が新たに描かれている。
小中が過去に執筆した「深淵を歩くもの」ともリンクしている。

### ゲーム
『スーパーヒーロージェネレーション』
2014年10月23日発売。PlayStation 3 / PlayStation Vita用ゲームソフト。開発はトムクリエイト、発売はバンダイナムコエンターテインメント。
プレイアブルユニットとしてティガが登場。エネミーユニットとして、本作品の怪獣が一部登場している。劇場版からもキャラクターが登場している。
『巨影都市』
2017年10月19日発売。PlayStation 4用ゲームソフト。開発はグランゼーラ、発売はバンダイナムコエンターテインメント。
ティガが「巨影」の一体として登場している。

### 日本国外における展開
中華人民共和国では日本と同時期に放送された後、2004年に世紀華創文化形像管理有限公司が中国における代理人となり、放送および商品展開が行われている。
アメリカ合衆国では2002年9月からフォックス放送（Fox Box）にて英語吹替版が放送されたが、視聴率が振るわず打ち切られた。DVD（日本オリジナル版英語字幕収録）は4キッズ・ホームビデオ / ファニメーションから発売。